# Tarnkappentechnik

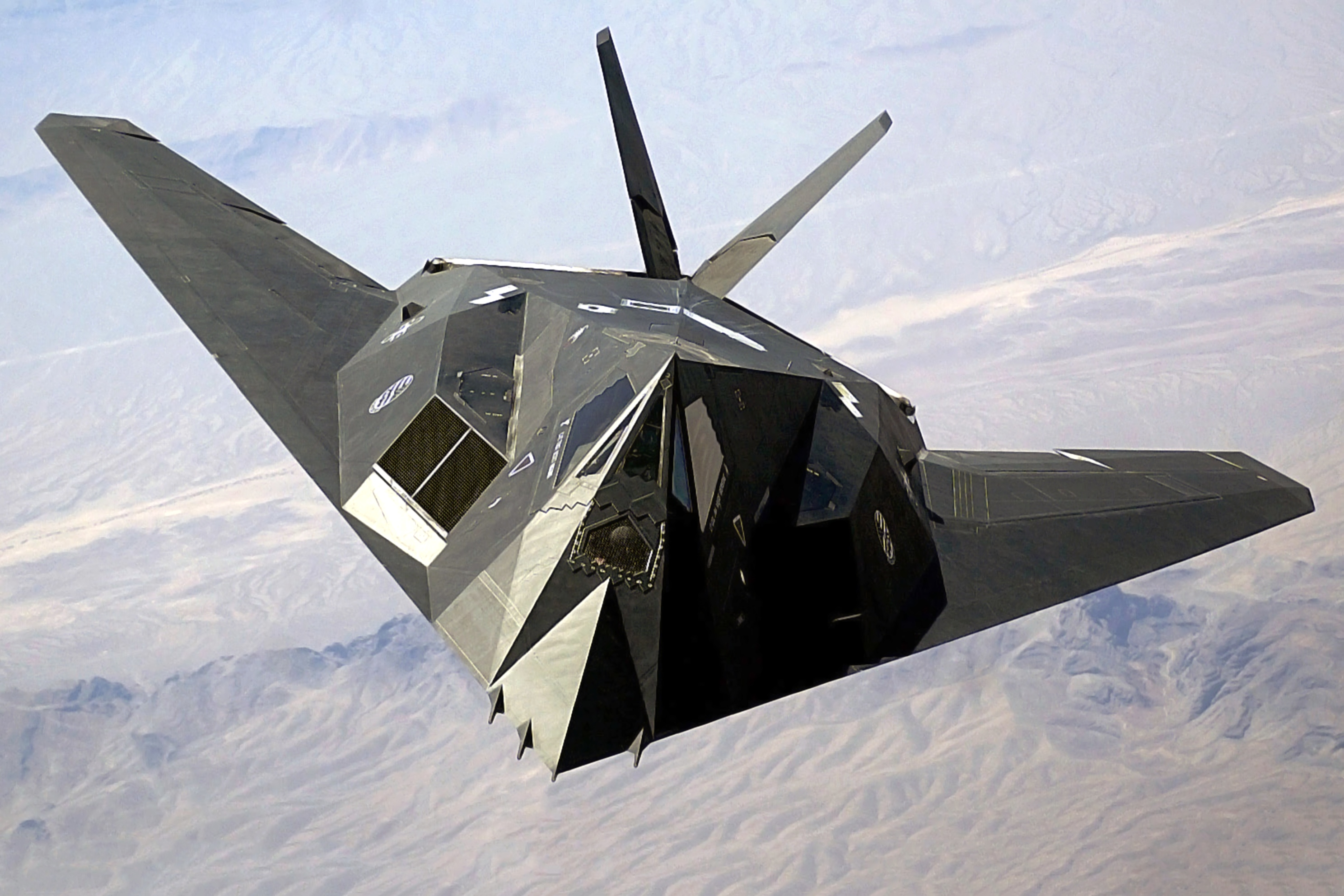
F-117 Nighthawk

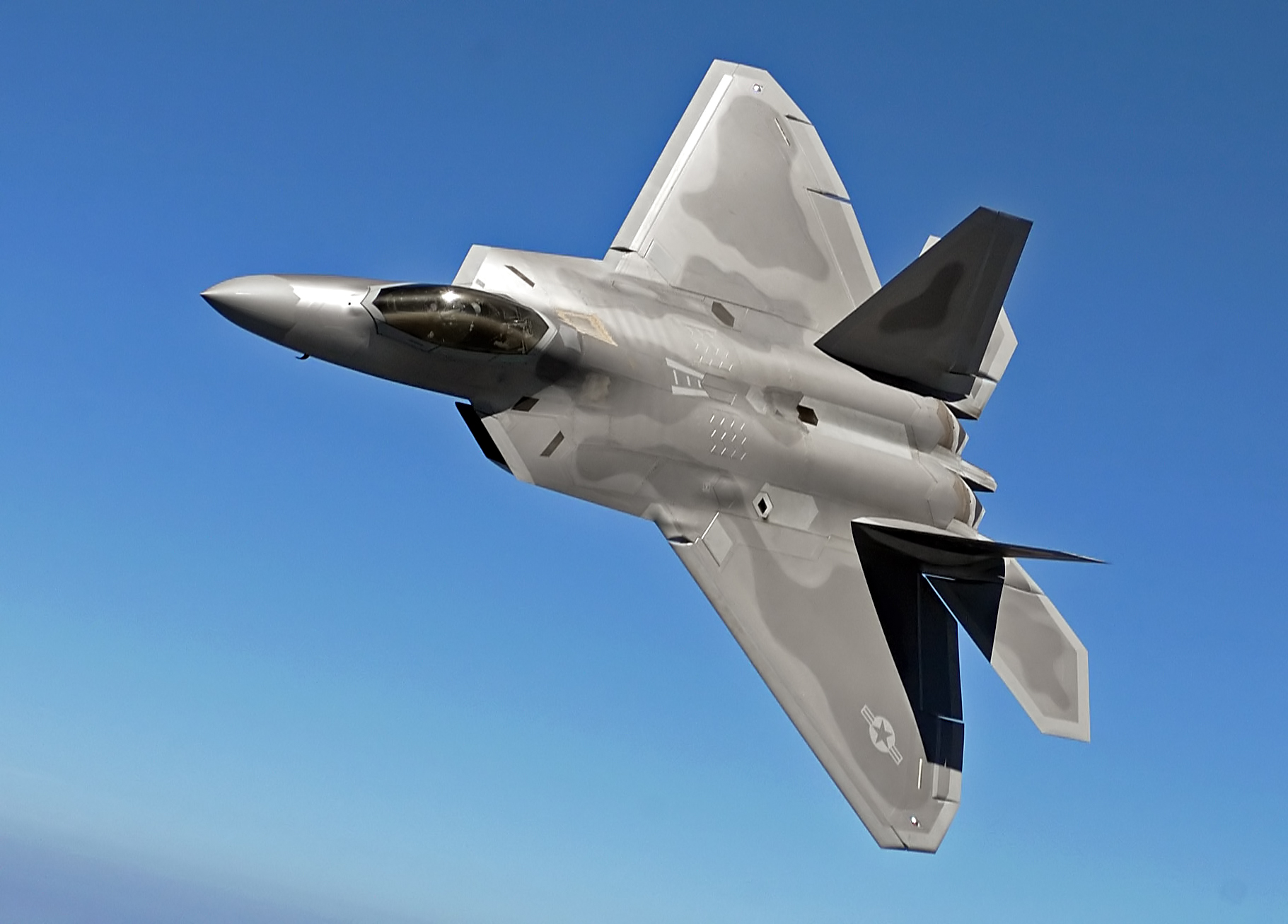
F-22 Raptor

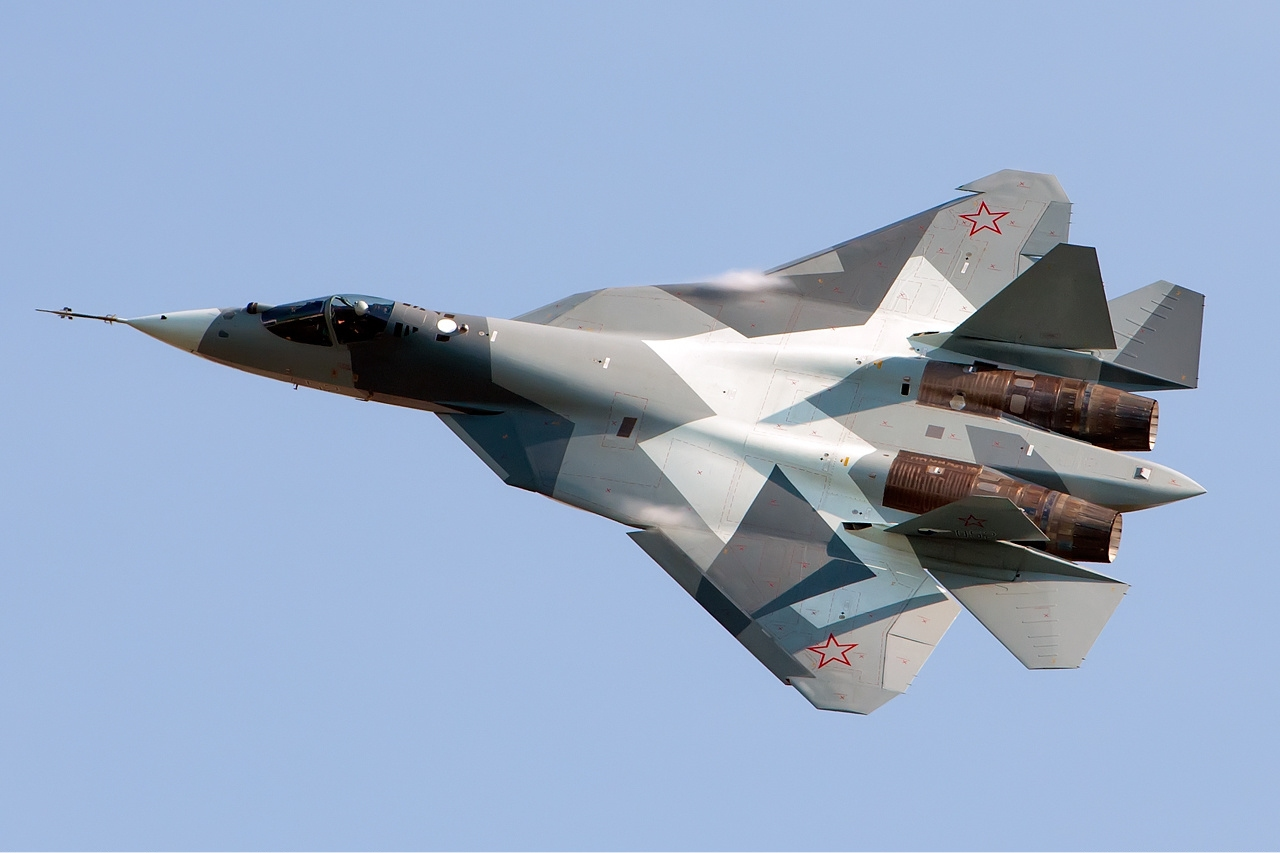
Su-57 Felon

Der Begriff Tarnkappentechnik umfasst alle Techniken, die die Ortung eines Luftfahrzeugs, Wasserfahrzeugs oder Landfahrzeugs erschweren. Dies geschieht durch die Reduzierung der vom zu ortenden Objekt ausgesandten oder reflektierten Emissionen. Bei Luftfahrzeugen und Überwasserfahrzeugen wie Schiffen bezeichnet der Begriff hauptsächlich diejenigen Techniken, die eine Ortung mittels Radar erschweren sollen, ohne dass das zu ortende Objekt selbst aktiv Störsignale aussenden muss. Tarnkappentechniken werden vor allem im militärischen Bereich eingesetzt. Hierbei werden bei Luftfahrzeugen wie Tarnkappenflugzeugen und Tarnkappenhubschraubern sowie bei Überwasserfahrzeugen wie Tarnkappenschiffen und Unterwasserfahrzeugen wie U-Booten diese Techniken angewendet. Für die Tarnkappentechniken sind auch die Anglizismen Stealth (deutsch: Heimlichkeit) beziehungsweise Stealth-Technik gebräuchlich geworden. Neben Maßnahmen am Objekt selbst kommt zudem der Einsatzplanung eine hohe Bedeutung zu, um die oft richtungsabhängigen Tarneigenschaften auszunutzen.

## Geschichte

### Anfänge

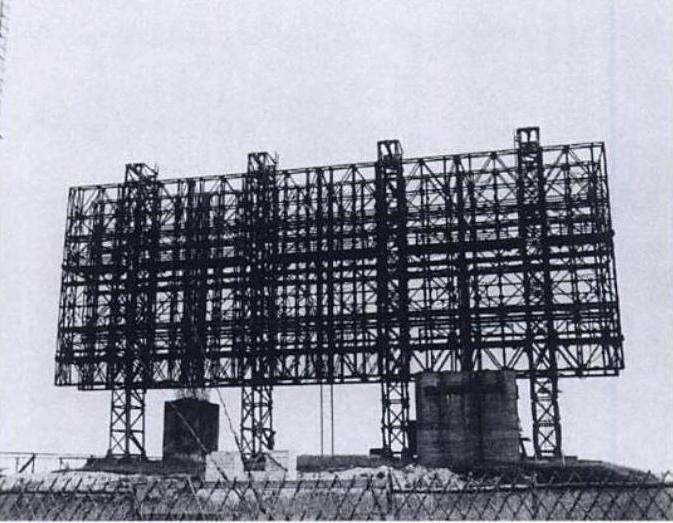
Das weltweit erste Radargerät mit Phased-Array-Antenne war das deutsche Mammut-Radar

Seit dem Beginn der Radarentwicklung vor dem Zweiten Weltkrieg gab es auch Versuche und Forschungsarbeiten mit dem Ziel, sich gegen diese Ortungsmethode zu schützen. Das erste radarabsorbierende Material (RAM) wurde 1936 in den Niederlanden entwickelt und patentiert. Dies war ein Absorber im Bereich um 2 GHz, in dem Kohlestaub und Titanoxid verwendet wurden. Als die Radartechnologie während des Zweiten Weltkrieges weite Verbreitung fand (Deutschland: Radar Würzburg; Großbritannien errichtete Chain Home), wurden auch die Forschungsarbeiten an Absorbermaterialien intensiviert, besonders in Deutschland und den USA.
Ein Material, das von den Alliierten zu dieser Zeit entwickelt wurde, war der Salisbury screen. Dieses RAM kam auch in frühen reflexionsarmen Räumen zum Einsatz. Vergleichbare Entwicklungen gab es auch in Deutschland. Um die Bandbreite zu steigern, wählte man mehrlagige Strukturen, den Jaumann-Absorber. Die Schnorchelköpfe der deutschen U-Boote der Klasse XXI waren beispielsweise mit einem radarreflexionsmindernden gummiartigen Überzug beschichtet.
Das Material dieses Überzugs, das unter dem Projektnamen „Schornsteinfeger“ von Johannes Jaumann zusammen mit der IG Farben ab 1943 entwickelt wurde und im Frühjahr 1944 Einsatzreife erlangte, bestand aus einer Aufeinanderfolge leitfähiger Schichten, deren Leitfähigkeit von außen nach innen bis zur Metallwand des Schnorchels ansteigt. Die einzelnen Schichten werden durch dielektrische Stützschichten mit sehr niedriger Dielektrizitätskonstante voneinander getrennt. Eine auftreffende Radarwelle wird, je tiefer sie eindringt, von dieser Haut mehr und mehr absorbiert. Die Energie der Welle wird im Idealfall vollständig in Wärme umgewandelt. Durch den mehrlagigen Aufbau ist die Wirkung des Jaumann-Absorbers weniger abhängig von Frequenz und Einfallswinkel.
Die Radarwellen werden also wie in einem Sumpf verschluckt – daher sprach man im Zusammenhang dieser Eigenschaft auch von einem Ortungssumpf. Andere Bezeichnungen sind „elektrischer Sumpf“, Leitwert- oder Radarsumpf. Ein ähnliches Wirkprinzip wie beim Aufbau des Überzugs findet sich im Wellensumpf.
Nach dem Krieg gerieten solche Konzepte zunächst in Vergessenheit. Die Radartechnik und die elektronischen Gegenmaßnahmen wurden immer leistungsfähiger. Man konzentrierte sich als Schutzmaßnahme auf die immer höhere Geschwindigkeit und größere maximale Flughöhe von Militärflugzeugen.

### Entwicklung der Grundlagen

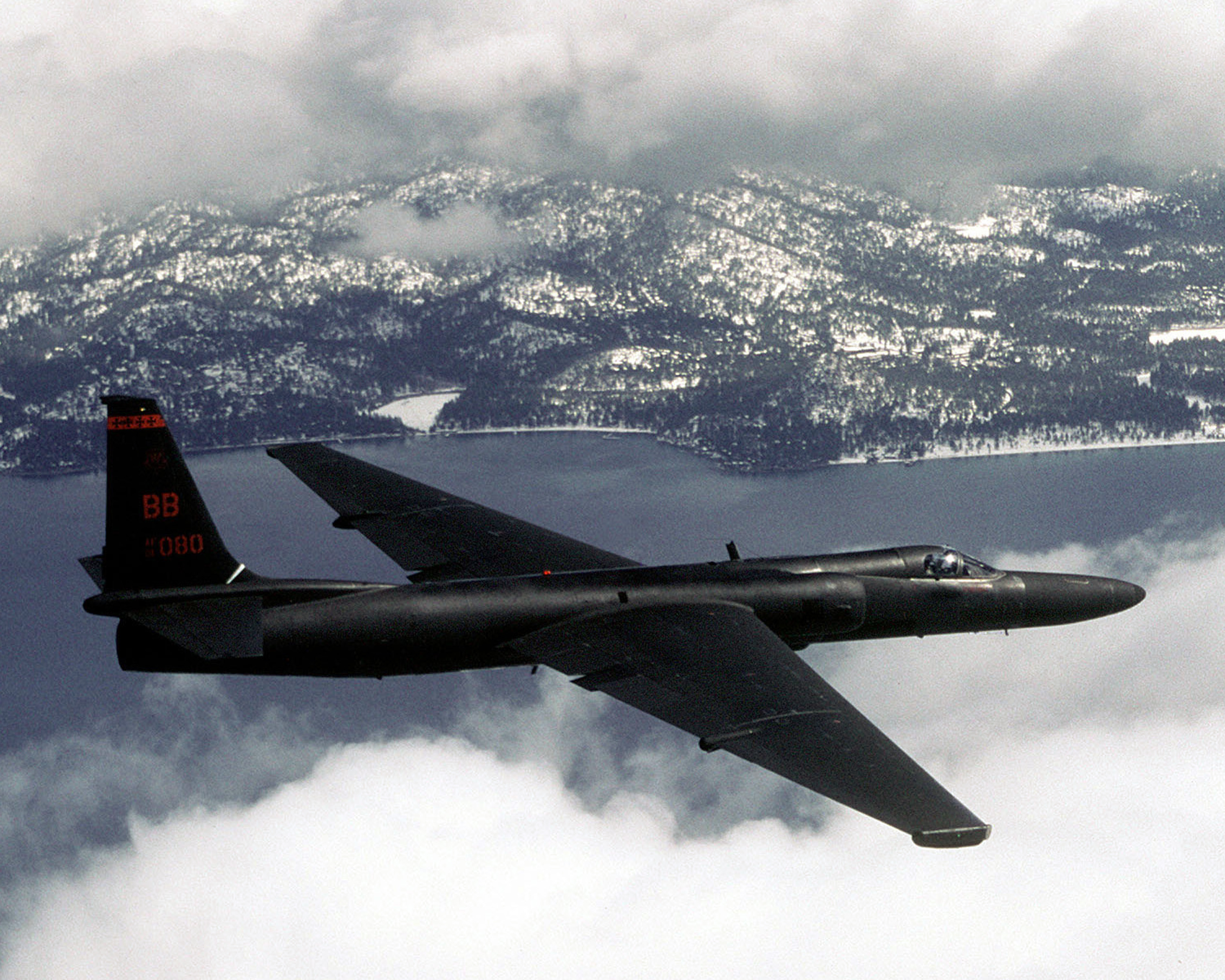
Lockheed U-2 über den Wolken

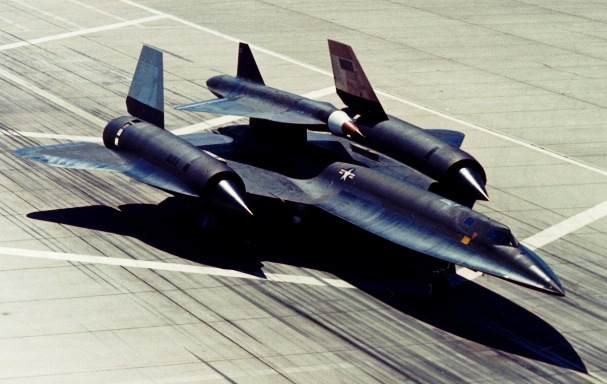
Lockheed SR-71 mit D-21-Drohne

Als Bomber wie die Boeing B-52 auf immer größere Entfernung mit Radar geortet werden konnten und Flugabwehrraketen und luftgestützte Radare immer leistungsfähiger wurden, kam der Reduzierung der Wirksamkeit der gegnerischen Radarortung erhöhte Bedeutung zu. Neben leistungsfähigeren elektronischen Gegen- und Überwachungsmaßnahmen wurde auch die Drohne McDonnell ADM-20 entwickelt, um dem gegnerischen Radaroperator eine B-52 vorzutäuschen. Die Drohne hat dabei, obwohl wesentlich kleiner als eine B-52, denselben Radarquerschnitt. Diese Entwicklung zeigte, dass der Radarquerschnitt eines Ziels nicht von der Größe des Fluggerätes abhängen muss.
1960 hat die USAF das erste Programm für Tarnkappentechnik ins Leben gerufen. Der Radarquerschnitt einer Ryan BQM-34A Firebee-Drohne wurde durch Abschirmungen am Lufteinlass der Triebwerke, radarabsorbierendes Material am Rumpf und eine spezielle Anti-Radar-Lackierung verringert.
Während Kampfflugzeuge dazu übergingen, gegnerisches Gebiet im Tiefflug zu durchqueren, um natürliche Hindernisse zur Tarnung vor gegnerischer Sensorik zu nutzen, war dies Spionageflugzeugen nicht möglich. So versuchte man bei der Lockheed U-2 „Dragon Lady“ durch eine möglichst große Flughöhe einem möglichen Abwehrfeuer zu entgehen. Nachdem sich das Konzept als nicht erfolgreich herausgestellt hatte, wurde im Project Rainbow versucht, die Radarquerschnittsfläche der U-2 zu senken, was sich allerdings als unwirksam herausstellte. Als ein Nachfolgemuster gesucht wurde, reichten Lockheeds Skunk Works und die Consolidated Vultee Aircraft Corporation (Convair) ihre Konzeptentwürfe ein.
Während Convair bei seinem Entwurf Kingfish die Überlebensfähigkeit mittels einer geringen Radarquerschnittsfläche zu steigern suchte, setzte der Konkurrent Lockheed bei seinem Entwurf A-12 Oxcart auf eine möglichst hohe Geschwindigkeit und gewann damit den Wettbewerb. Dessen leistungsfähigere Version Lockheed SR-71 wurde schließlich in Auftrag gegeben. Dabei wurde versucht, die Radarquerschnittsfläche mittels Form und Wiedereintrittsdreiecken zu reduzieren, siehe unten bei „Geometrische Absorber“. Bei der dazugehörigen Drohne Lockheed D-21 wurde ebenfalls auf eine niedrige Radarquerschnittsfläche geachtet.
Im Vietnamkrieg wurde die Bedrohung durch Flugabwehrraketen wieder offensichtlich. Zwar wurden Anti-Radar-Raketen wie die AGM-45 Shrike und die Wild-Weasel-Taktik entwickelt und eingesetzt, doch waren diese sehr riskant und banden teure Flugzeuge im Kampf gegen die gegnerische Flugabwehr statt taktische Ziele anzugreifen.
Die hohen Verluste der Israelis während des Jom-Kippur-Kriegs zeigten zudem, dass der Einsatz von Störsendern alleine keine befriedigende Lösung darstellt und Tiefflüge in konturlosem Wüstengelände nur sehr eingeschränkt möglich sind.

### Have Blue und Senior Trend

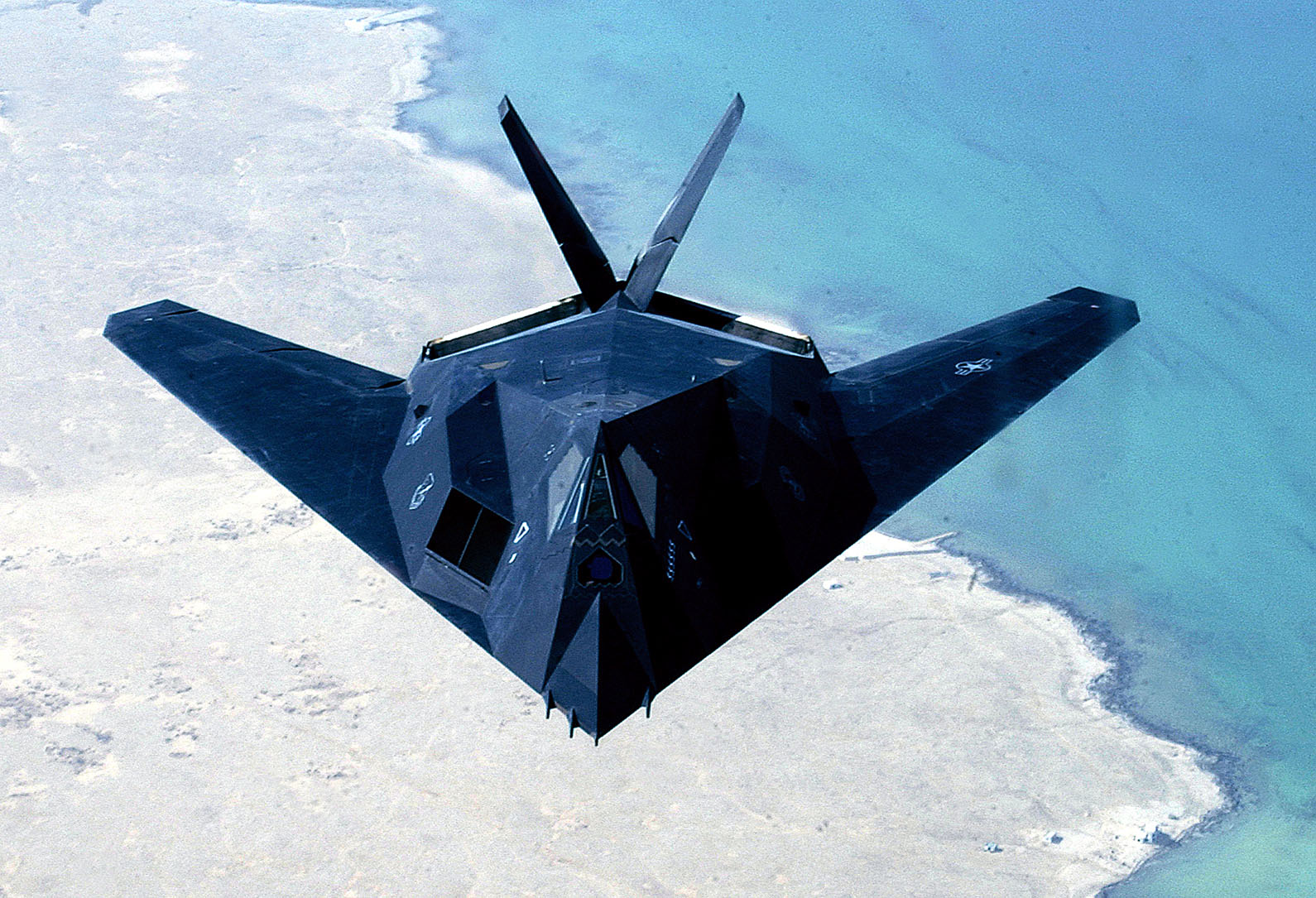
Die F-117 Nighthawk war das erste Serienflugzeug mit konsequenter Anwendung der Tarnkappentechnik

Im April 1976 beauftragte die Defense Advanced Research Projects Agency Lockheed damit, zwei flugfähige Prototypen von Tarnkappenflugzeugen in 60 Prozent der geplanten Originalgröße zu entwickeln. Das Entwicklungsziel war, die effektive Radarquerschnittsfläche eines Flugzeuges entscheidend zu verkleinern.
Die Entwicklung baute auf der Theorie des sowjetischen Physikers Pjotr Jakowlewitsch Ufimzew auf. Die Kosten lagen bei 37 Millionen US-Dollar für beide Flugzeuge. Das Programm war geheim und tauchte offiziell in keinem Budget auf. Der Name Have Blue hat keinen tieferen Sinn, vermutlich wurde er aus einer Liste von möglichen Namen für Geheimprogramme zufällig ausgewählt. Die Bezeichnung XST (Experimental Survivable Testbed) ist ebenfalls geläufig.
Die erste Maschine wurde im November 1977 fertiggestellt. Sie sollte die Flugcharakteristik des Entwurfs ausloten. Am 1. Dezember fand der Jungfernflug auf dem Testgelände am Groom Lake in Nevada statt. Während der Testphase wurde das Flugzeug zu einem Radarsystem der US Army geflogen, gefolgt von einem Verfolgerflugzeug. Das Radar konnte nur das Verfolgerflugzeug entdecken, damit wurde die Machbarkeit des Konzeptes bewiesen. Der Erstflug des um ein Drittel größeren Serienflugzeuges Senior Trend (später F-117) fand dann am 18. Juni 1981 unter starken Sicherheitsvorkehrungen statt. Das Flugzeug war mit magnetischem Absorbermaterial beschichtet, um die Radarsignatur nicht nur durch die Form, sondern auch durch weitere Maßnahmen zu reduzieren.

### Assault Breaker
Da der Kalte Krieg auf dem Höhepunkt angekommen war, wurde nun die Überlegenheit des Warschauer Paktes an Panzern und Bodenstreitkräften als Problem angesehen. Um einen möglichen Angriff der Sowjetunion auf Mitteleuropa abzuwehren, wurde 1978 das Assault-Breaker-Programm ins Leben gerufen. Dieses hatte zum Ziel, mittels präzisionsgelenkter Munition und Langstreckenaufklärung Bodenziele weit hinter den feindlichen Linien zu zerstören. Das Programm legte die Grundlagen für alle modernen luftgestützten Waffensysteme, die in den Konflikten des 21. Jahrhunderts eingesetzt wurden.
In ihm wurden LANTIRN-Behälter als Navigations- und Zielsystem für Tiefflugeinsätze entwickelt (Messerschmitt-Bölkow-Blohm entwickelte dazu den Vebal Syndrom-Pod) sowie Marschflugkörper, die intelligente Submunitionen im Tiefflug zu einem sowjetischen Panzerverband bringen und diese über ihm freisetzen sollten. Die Marschflugkörper gingen nie in Produktion; die Submunitionen wurden später als Brilliant Anti-Tank (BAT) in das MLRS integriert. Eine andere Entwicklung betraf Munitionsbehälter für Kampfflugzeuge, die im Zielgebiet einen Schwarm intelligenter selbstzielsuchender Raketen mit Millimeterwellen-Radarsucher freisetzen sollten. Die Entwicklung wurde von Hughes mit der Wasp „Minimissile“ vorangetrieben, wurde aber wegen zu hoher Kosten eingestellt. Das Prinzip wurde mit der MBDA Brimstone wieder aufgegriffen. Die CBU-97 Sensor Fuzed Weapon hat ihre Ursprünge ebenfalls im Assault-Breaker-Programm.

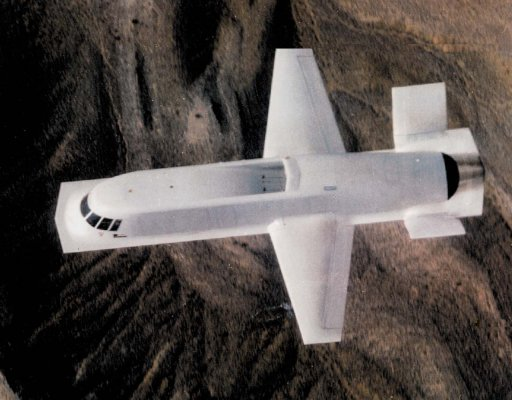
Tacit Blue („Der Wal“) von Northrop. Hier erfolgte der Ersteinsatz von runden Formen und einem Low Probability of Intercept-Radar

Das zentrale Element war Pave Mover. Dabei wurde ein leistungsstarkes Side-Looking-Airborne-Radar mit elektronischer Strahlschwenkung an eine General Dynamics F-111 montiert, um sowjetische Panzer in über 100 Kilometer Entfernung weit hinter der Frontlinie orten zu können. Da die Rechenleistung früher Computer gering war, wurden die Rohdaten des Radars über einen leistungsstarken Datenlink an eine Bodenstation zur Auswertung gesendet. Mit fortschreitender Mikroelektronik wurde es möglich, Rechner und Personal in einem Flugzeug unterzubringen – die E-8 JSTARS (Joint Surveillance and Target Attack Radar System) entstand. Am 30. April 1996 wurde bekannt gegeben, dass das Assault-Breaker-Programm auch einen „schwarzen“ Teil hatte. Da die Überlebensfähigkeit der Radarplattform bezweifelt wurde, entwickelte Northrop das Tarnkappenflugzeug Tacit Blue, das mit einem Low Probability of Intercept-Radar ausgestattet wurde. Bei der Tacit Blue wurde erstmals auf die Facettierung der Oberfläche verzichtet. Die gestiegene Rechenleistung der Computer machte es möglich, die Oberfläche kontinuierlich zu krümmen, und dabei trotzdem die Reflexionen nach dem Huygensschen Prinzip zu berechnen, was bei der Entwicklung der F-117 noch nicht möglich war. Für den Marschflugkörper mit Submunitionen entwickelte Northrop ebenfalls ein Tarnkappenmodell, die AGM-137 TSSAM.

### Integration in Massensysteme

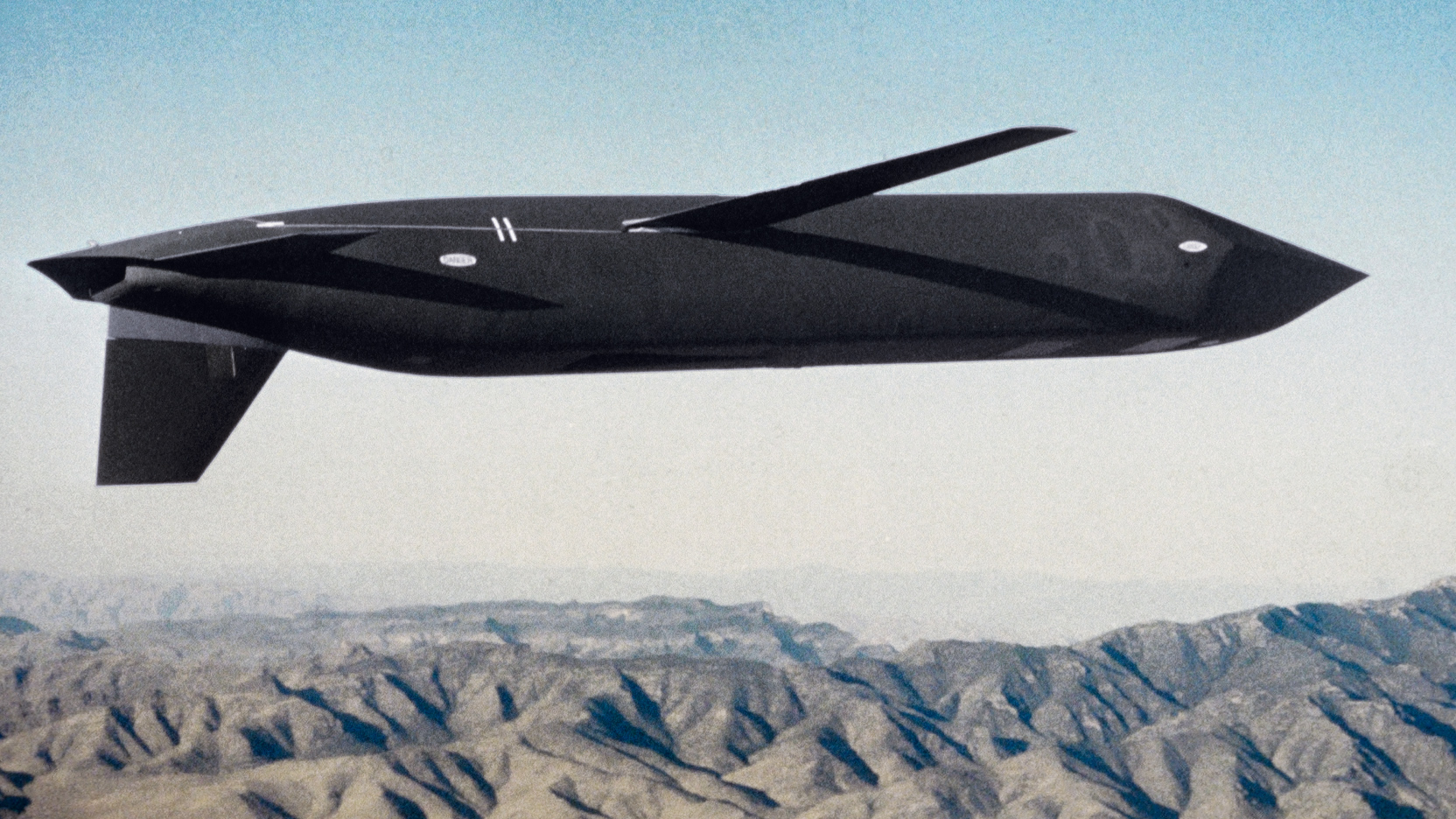
AGM-129 ACM

Als die MiG-31-Kampfflugzeuge 1981 mit dem Radar- und Waffenleitkomplex SBI-16 Saslon in Serie gingen, kamen Befürchtungen auf, dass durch leistungsstarke Phased-Array-Antennen (PESA) mit Look-down/shoot-down-Fähigkeit die bisherigen Marschflugkörper relativ leicht abzufangen seien. So wurde als Nachfolger der AGM-86 Cruise Missile die AGM-129 entwickelt, die als erster Marschflugkörper mit Tarnkappentechnik im Juli 1985 in Serie ging.

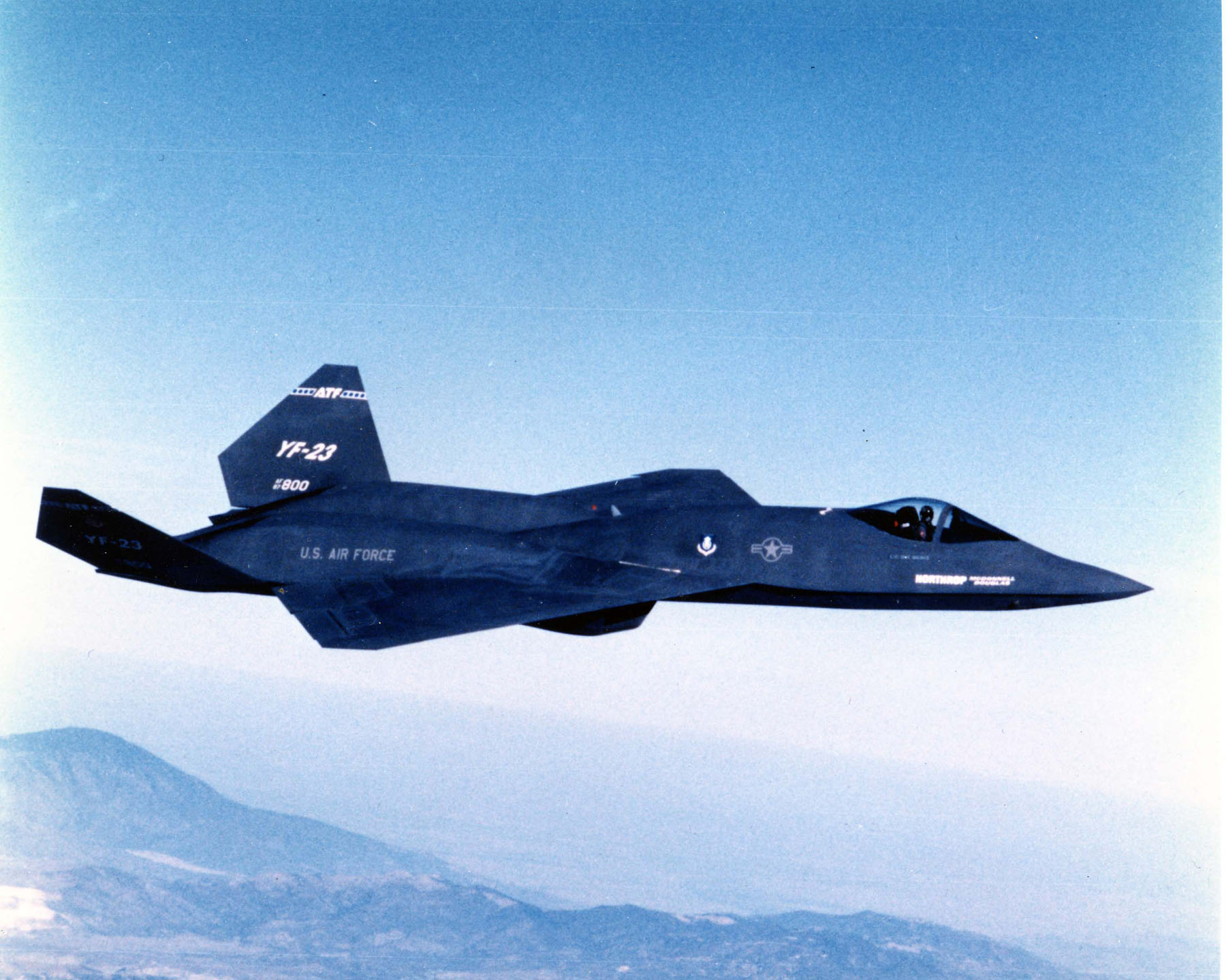
Northrop YF-23 im Flug

Ebenfalls wurde beschlossen, dass beim nächsten Bomber und beim nächsten Luftüberlegenheitsjäger der US Air Force sehr großer Wert auf Signaturreduzierung gelegt werden sollte. Das „Advanced Technology Bomber“-Programm (ATB) resultierte in der Northrop B-2, das „Advanced Tactical Fighter“-Programm (ATF) in der YF-22 Raptor und YF-23 Black Widow II. Alle diese Entwicklungen verwendeten Tarntechniken, die von Northrop im Assault-Breaker-Programm entwickelt wurden.
Ein fortschreitendes Problem ist, dass die konsequente Integration von Tarnkappentechnik in Konstruktionen deren Preis extrem in die Höhe treibt. So konnten von der B-2 letztlich nur 21 Stück beschafft werden, die Serienproduktion der F-22 endet nach nur 187 Maschinen. Gleiches gilt für die Schiffe der Zumwalt-Klasse, von denen von ursprünglich geplanten 34 nur drei Stück beschafft werden. Deshalb wird versucht, im Rahmen des Joint-Advanced-Strike-Technology-Programms den Lockheed Martin F-35 Joint Strike Fighter streitkräfteübergreifend und international zu entwickeln, um durch große Stückzahlen Kosten zu sparen. Andere Staaten implementieren nur einzelne Aspekte der Tarnkappentechnik in ihre Konstruktionen, um Kosten zu sparen. So hat der Eurofighter Typhoon nur frontal radarabsorbierende Materialien und Frequency Selective Surface-Materialien. Anstelle interner Waffenschächte wurden lediglich Einbuchtungen für die halb versenkte Mitnahme von Luft-Luft-Raketen vorgesehen. Die Schiffe der Visby-Klasse und der Skjold-Klasse haben weder Low-Probability-of-Intercept-Radar noch Low-Probability-of-Detection-Datenlinks; sie sind aber bezüglich Materialien und Formgebung nach Tarnkappenprinzipien konstruiert.

## Techniken
Objekte mit Tarnkappeneigenschaften sind bestrebt, ihre Signatur zu reduzieren. Aufgrund der Häufigkeit und Leistungsfähigkeit werden meist Tarnmaßnahmen gegen Radar- und Infrarotortung sowie die Entdeckung durch gegnerische Elektronische Aufklärung implementiert. Dies geschieht primär durch vier Eigenschaften:
- Form
- Oberflächenmaterial
- Reduktion der Wärmeabstrahlung
- LPI-Radar

Tarnkappentechnik findet heute in unterschiedlichem Maß in den meisten Streitkräften der Welt Verwendung. Die in Medien, Marketingbroschüren und Trivialliteratur suggerierte Unsichtbarkeit tritt dabei nicht auf und ist auch nicht das Ziel. Tarnkappentechnik wird verwendet, um die Überlebenswahrscheinlichkeit der Plattform zu steigern, indem die Entdeckung durch gegnerische Sensoren verzögert und der Angriff auf die eigene Einheit erschwert wird.

### Form

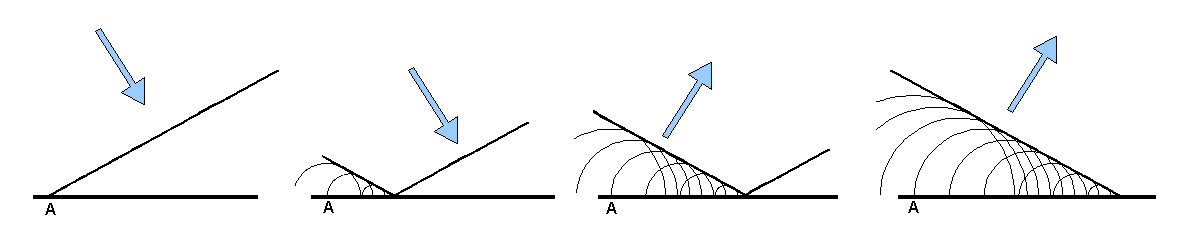
Das Huygenssche Prinzip

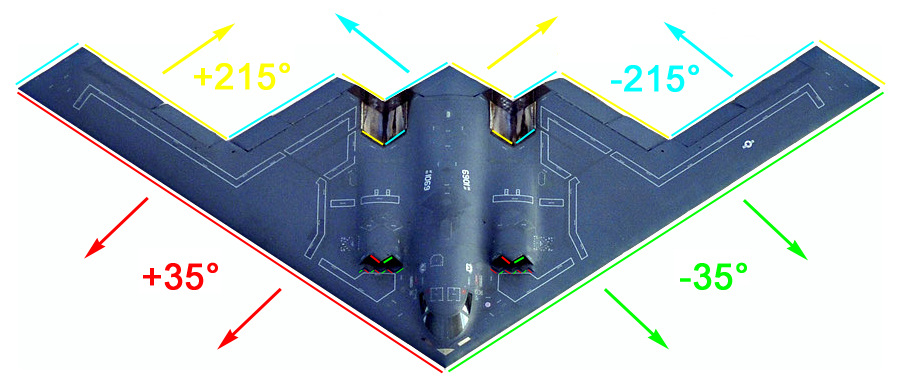
Die vier primären Reflexionsrichtungen einer B-2

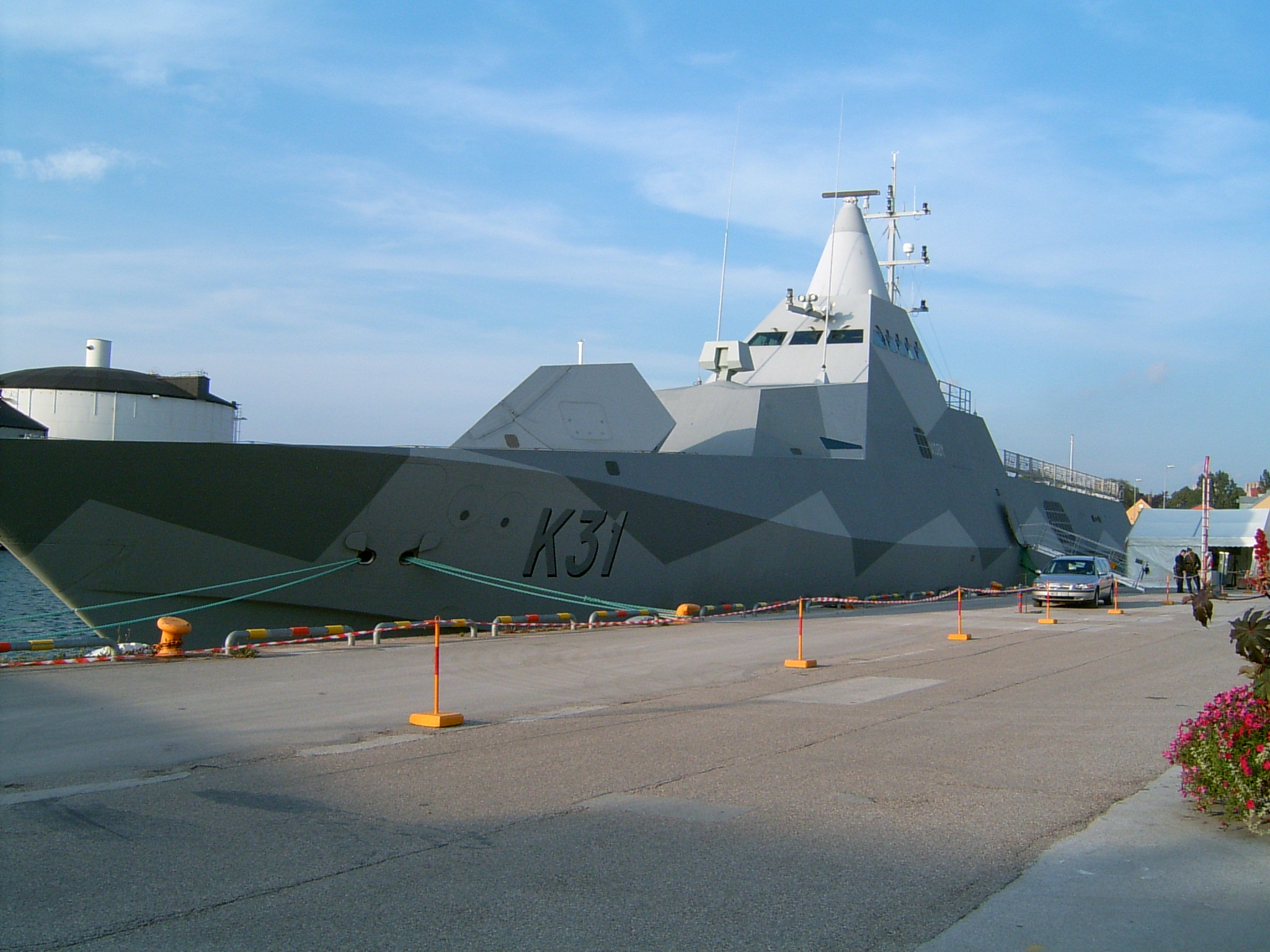
Visby-Klasse, der Kasten im Vordergrund ist das Geschütz

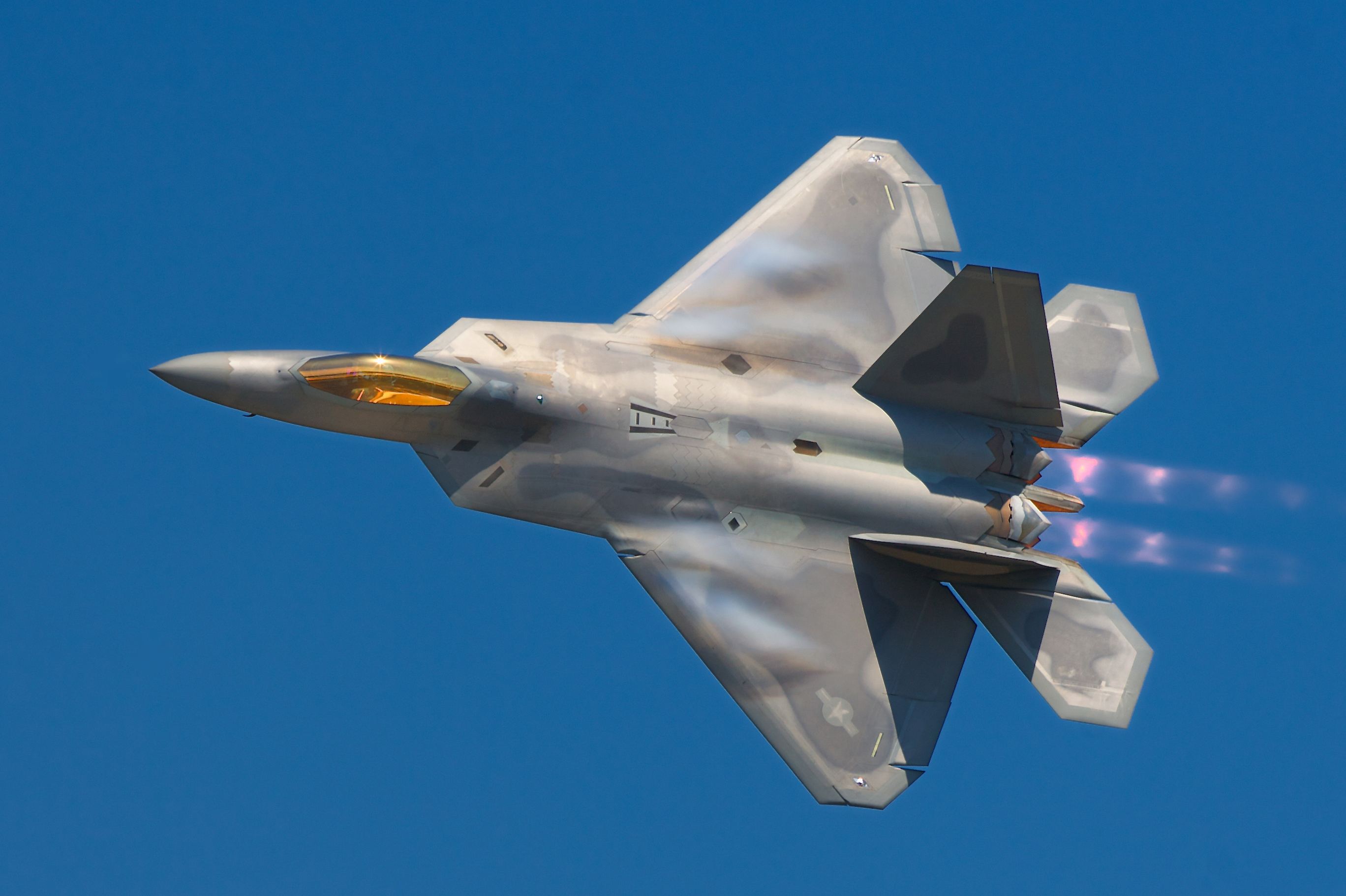
Goldbedampfte Cockpithaube beim Raptor

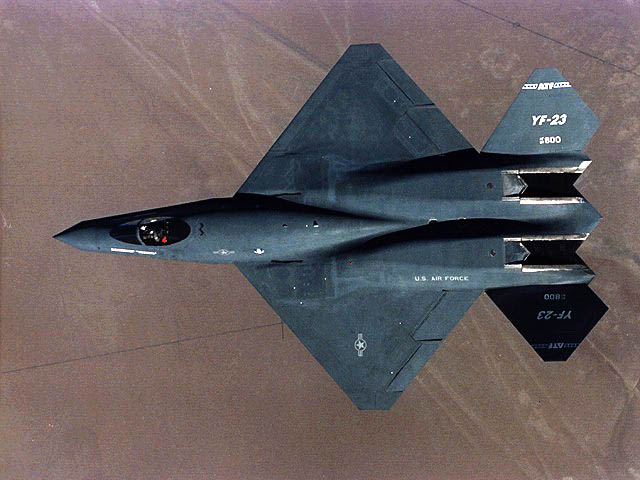
Verlängerte Düsenunterseite und parallele Kanten

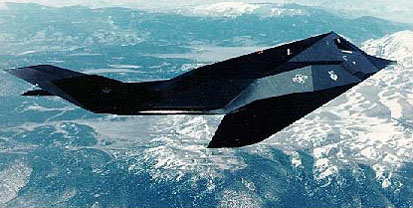
Schlitzförmiger Triebwerksauslass bei der F-117

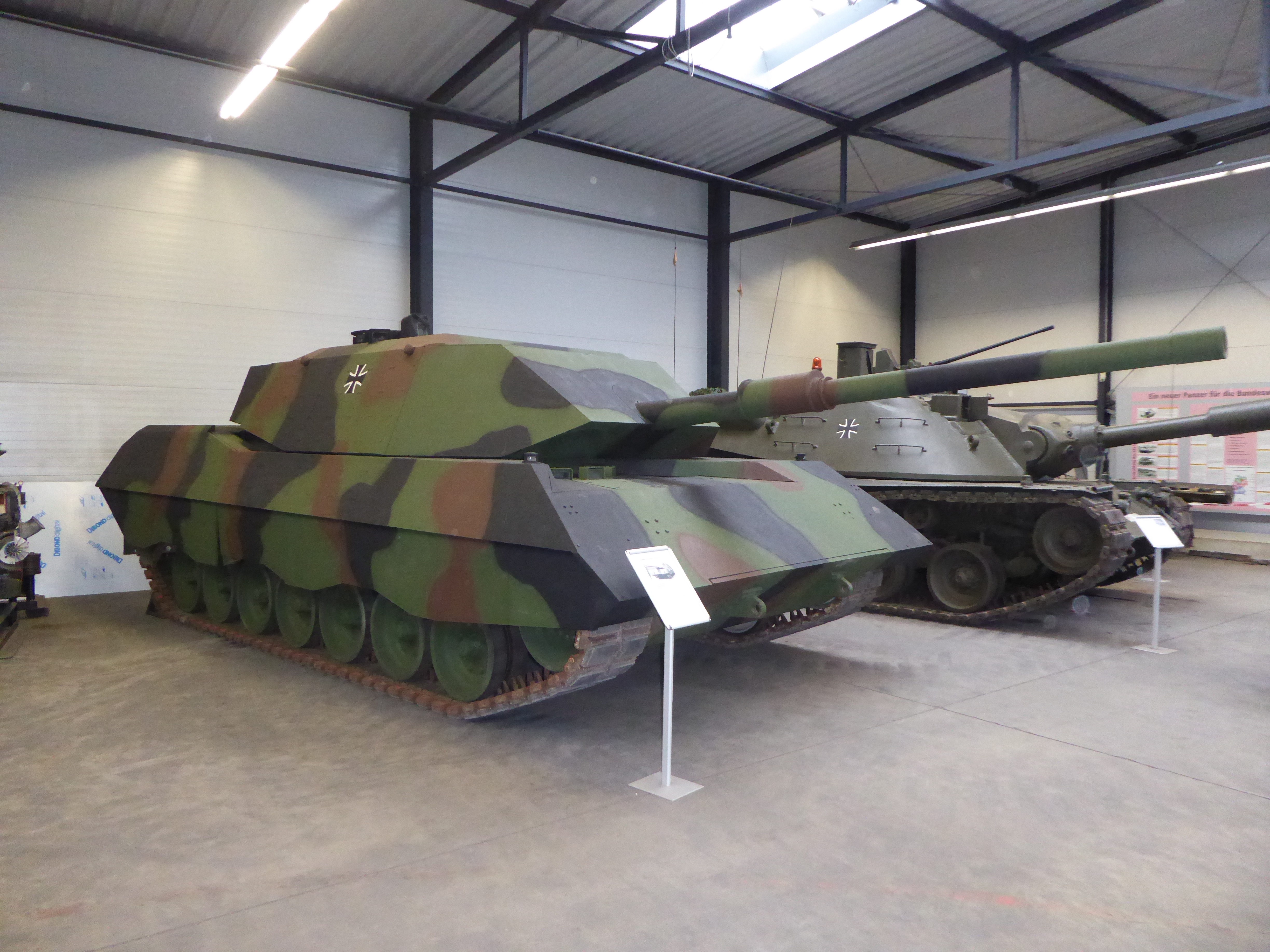
Formgebung des Versuchsträgers VTGS

Um eine Reflexion von Radarenergie zurück zum Sender zu vermeiden, werden die Oberflächen relativ zu diesem geneigt oder scharfe Kanten präsentiert. Oberstes Gebot ist die Vermeidung eines Retroreflektors wie z. B. eines durch Leitwerke gebildeten Winkelreflektors. Kreisförmige Querschnitte werden vermieden, da diese in jede Richtung zumindest eine kleine senkrechte Fläche bilden. Bei Flugobjekten ist dabei ein Kompromiss zur Aerodynamik einzugehen. Eine gute Form kann den Radarquerschnitt um einen Faktor 10 bis 100 reduzieren. Ein noch höherer Faktor wird schwierig, da das Huygenssche Prinzip besagt, dass auch eine extrem geneigte Platte Radarenergie zum Sender zurückstrahlt, nur erheblich weniger als bei rechtwinkligem Auftreffen des Signals. Für eine weitere Verringerung sind radarabsorbierende Materialien somit unerlässlich, diese sind gegen niederfrequente Radare aber meist weniger wirksam, siehe weiter unten im Abschnitt Radarabsorbierende Materialien.
Trifft ein Radarstrahl auf eine geneigte Oberfläche, wandert die senkrecht zur Oberfläche gerichtete E-Feldkomponente der Welle mit Lichtgeschwindigkeit auf der Oberfläche entlang. Am Auftreffpunkt kommt es dabei kaum zu Rückstreuung. Am Ende der Laufstrecke wird diese Energie wieder in den Raum abgestrahlt; ein Mensch, der in diesem Frequenzbereich „sehen“ könnte, würde dort eine Art Elmsfeuer wahrnehmen. Tarnkappeneinheiten besitzen deshalb möglichst glatte Oberflächen ohne vorstehende Antennen und Spalten. Bei Flugzeugen wird deshalb versucht, Vorderkantenklappen wegzulassen und Lufteinlässe nicht verstellbar zu konstruieren, was aufgrund geforderter Flugleistungen nicht immer möglich ist. Waffen werden intern transportiert, beim Abschuss werden dazu Schächte geöffnet. Da ein Waffenschacht ebenfalls einen Spalt darstellt, werden dessen Kanten geneigt oder gezackt, um eine Zerstreuung der Energie zu erreichen.
Schiffsgeschütze sollten das Rohr nicht nur mit einer eckigen Verkleidung aus radarabsorbierendem Material (RAM) umhüllen, da an dessen Spitze ebenfalls Energie in den Raum abgestrahlt wird, sondern das Rohr möglichst in einem geschlossenen Gehäuse unterbringen wie im Bild rechts oben bei der Visby-Klasse zu sehen.
Während frühe Tarnkappendesigns (F-117) großen Wert auf eine Zerstreuung in alle Raumrichtungen legten, sind neuere Entwicklungen bestrebt, so viele Kanten wie möglich in derselben Richtung anzuordnen, damit der Radarquerschnitt nur in einem bekannten, kleinen Winkelbereich stark ansteigt.
Zusätzlich oder alternativ wo dies nicht möglich ist oder Übergänge Flächen unterbrechen, werden diese Kanten durch Zackung unterbrochen, um Radarenergie zu zerstreuen. Dabei muss die Wellenlänge des Radars kleiner als die Periodizität der Zacken sein.
Im Allgemeinen bleibt ein relativ großer Radarquerschnitt senkrecht zur Längsachse des Objekts unvermeidbar, sollten Maßnahmen diesen zugunsten anderer Richtungen weiter erhöhen, so ist dies ein erwägenswerter Kompromiss.
Die Oberfläche muss geschlossen leitfähig sein. Fenster und Cockpithauben werden mit Gold (goldfarben) oder Indiumzinnoxid (grünlich) beschichtet. Die Einfassung muss dabei die E-Feldkomponente in die Struktur überleiten oder dissipieren, um eine unerwünschte Abstrahlung von Radarenergie an die Umgebung zu verhindern.
Die Düsenenden werden, wie andere unvermeidbare Unterbrechungen, eckig oder gezackt gestaltet (Beisp.: F-35); alternativ kann auch die Düsenunterseite verlängert werden (wie bei der Northrop YF-23 rechts im Bild zu sehen), um die Sichtbarkeit vom Boden aus zu erschweren. Bei der F-117 wurden außerdem der Triebwerksauslass in Form eines schmalen horizontalen Schlitzes ausgeführt, um eine schnelle Vermischung der heißen Abgase mit der Umgebungsluft zu erreichen. Weitere IR-Tarnmaßnahmen werden unten beschrieben.

### Frequency Selective Surface

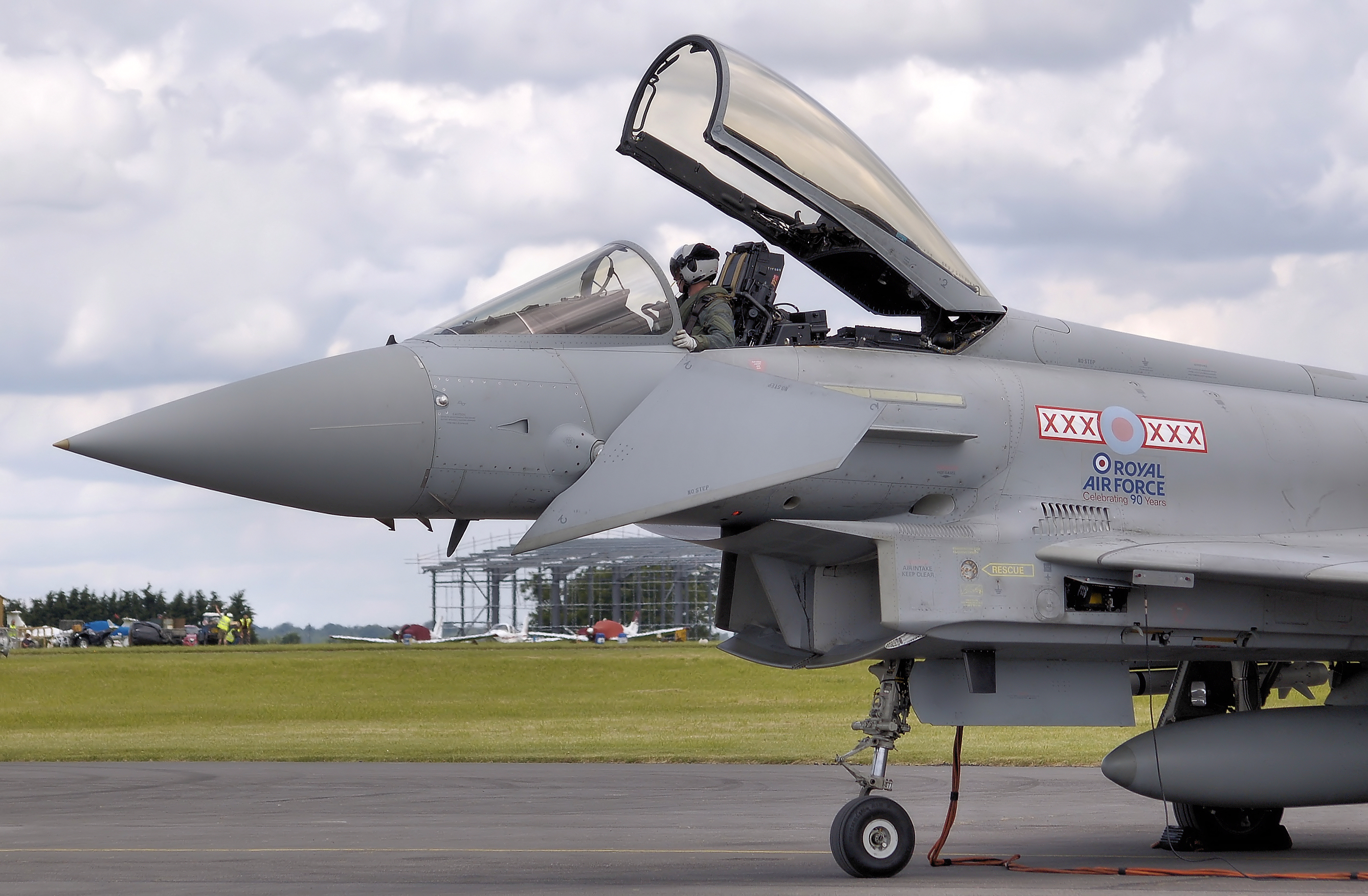
FSS-Radom beim EF-2000

Frequency Selective Surface-(FSS)-Materialien kommen zum Einsatz, wenn das Material der Radarkuppel für die elektromagnetischen Wellen der eigenen Radar- oder Kommunikationsantenne transparent sein muss, andere Frequenzen und Polarisationen aber reflektiert oder absorbiert werden sollen, um den Radarquerschnitt nicht zu vergrößern. Dabei macht man sich die Tatsache zu Nutze, dass sich bei unterschiedlichen Frequenzen und Polarisationen der Brechungsindex sowie der Reflexionsgrad und Transmissionsgrad von elektromagnetischen Wellen an einer dielektrischen Grenzfläche ändern. Die Grundlagen dazu sind in den Artikeln Fresnelsche Formeln und Prismenspektrometer erläutert. CA-RAM wird in diesen Radomen ebenfalls verarbeitet.

### Radarabsorbierende Materialien

#### Ziel

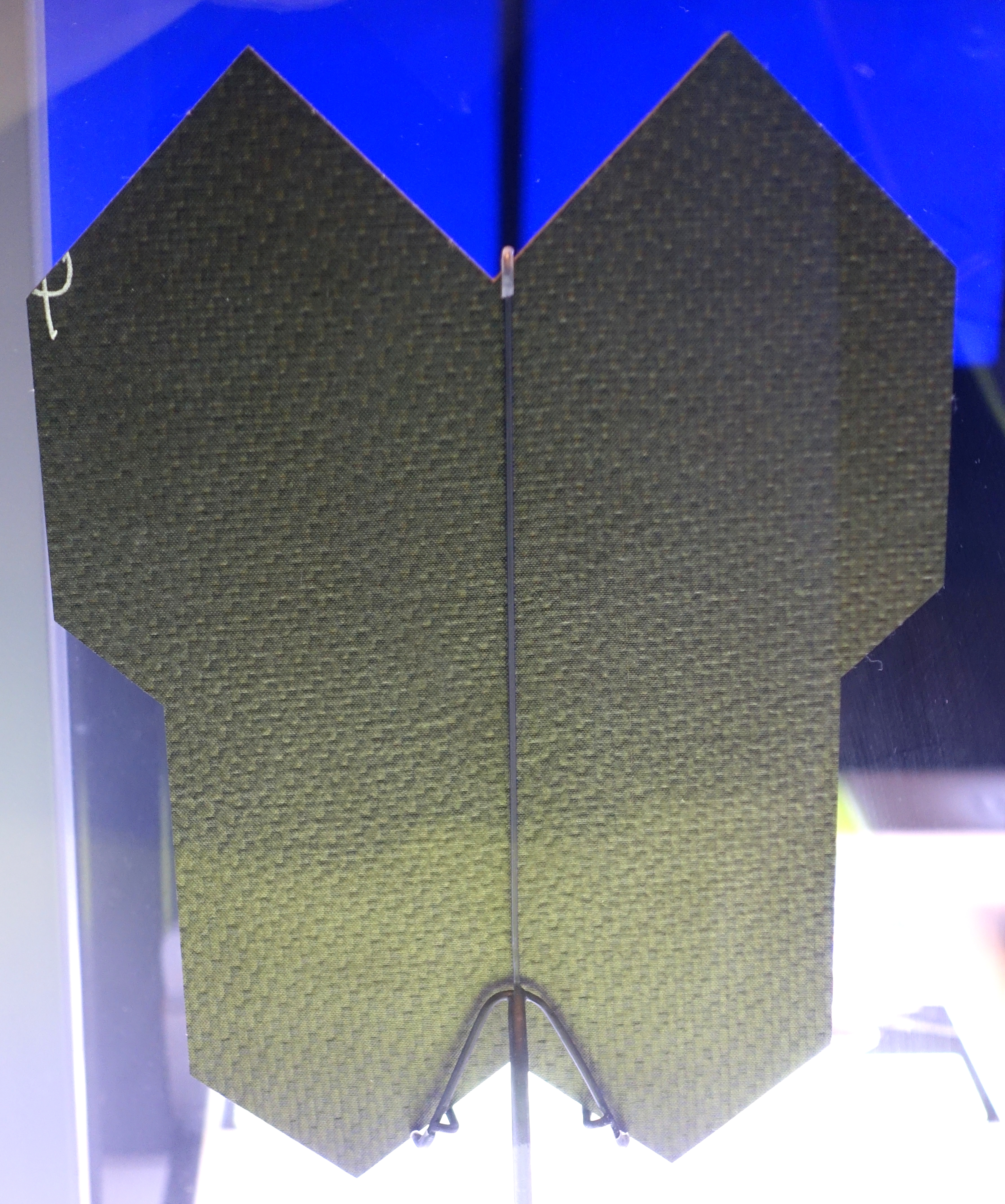
Außenhaut der Northrop B-2

Radarabsorbierende Materialien (RAM) sind notwendig, um den Radarquerschnitt weiter zu verkleinern als dies durch die Form alleine möglich ist. So können bei Fluggeräten Radarquerschnitte von Vögeln oder Insekten erzielt werden. Dabei ist zu beachten, dass RAM eine beschränkte Bandbreite und Absorptionsleistung haben. Diese ändert sich je nach Frequenz und Auftreffwinkel der Radarenergie. Das Konstruktionsziel besteht darin, ein möglichst breitbandiges Material mit geringer Dichte und Dicke, hoher Absorptionsleistung und geringer Winkelabhängigkeit herzustellen. Kosten und Wartungsaufwand spielen dabei ebenfalls eine Rolle.
Dies kann zum Problem werden, wenn ein Objekt mit einem Radar angestrahlt wird, dessen Wellenlänge außerhalb des Frequenzbereiches des radarabsorbierenden Materials liegt. Ein Flugziel mit einem Radarquerschnitt von 0,01 m², das mit radarabsorbierendem Material mit 20 dB Dämpfung beschichtet ist, hat einen Radarquerschnitt von 1 m² außerhalb des Absorptionsbereiches. Wenn die Beschichtung wirkungslos ist, erfolgt die Signaturreduzierung nur über die Form des Objektes. Ein augenscheinliches Problem ist, dass viele RAM im Frequenzbereich unter 2 GHz massiv an Absorptionsleistung verlieren, weswegen es unter Radaraufklärern das Sprichwort „Es gibt nichts Unsichtbares unterhalb von 2 GHz“ gibt. Beschichtungen, die auch im Bereich von weniger als 2 GHz wirken, sind meist schwächer als höherfrequente.
Um ein besseres Gefühl für radarabsorbierende Materialien zu bekommen, ist hier beispielhaft eine Tabelle zu sehen. Sie gilt für einen südkoreanischen Breitband-Schaumabsorber. In der oberen Zeile ist die Radarfrequenz zu sehen, in der linken Spalte die Dicke des Schaumes. Die Dezibelwerte geben über die Dämpfung Aufschluss, −20 dB bedeuten, dass die effektive Radarquerschnittsfläche um den Faktor 100 gesunken ist. Dabei ist zu beachten, dass der Auftreffwinkel der Radarstrahlung gleich bleibt.
| Dicke  | 2 GHz  | 6 GHz   | 10 GHz | 14 GHz | 18 GHz   | 22 GHz   | 26 GHz   | 30 GHz | 34 GHz   | 38 GHz   | 42 GHz | 46 GHz | 50 GHz |
| ------ | ------ | ------- | ------ | ------ | -------- | -------- | -------- | ------ | -------- | -------- | ------ | ------ | ------ |
| 5 mm   | 0 dB   | 0 dB    | −2 dB  | −6 dB  | −10 dB   | −14 dB   | −17 dB   | −19 dB | −19,5 dB | −20 dB   | −20 dB | −20 dB | −20 dB |
| 9,5 mm | −1 dB  | −7,5 dB | −14 dB | −20 dB | −20 dB   | −20 dB   | −20 dB   | −20 dB | −20 dB   | −20 dB   | −20 dB | −20 dB | −20 dB |
| 12 mm  | −3 dB  | −9 dB   | −17 dB | −21 dB | −22 dB   | −21,5 dB | −20,5 dB | −20 dB | −20 dB   | −20 dB   | −20 dB | −20 dB | −20 dB |
| 19 mm  | −4 dB  | −10 dB  | −18 dB | −22 dB | −23 dB   | −22,5 dB | −21,5 dB | −21 dB | −21 dB   | −20,5 dB | −20 dB | −20 dB | −20 dB |
| 25 mm  | −5 dB  | −14 dB  | −20 dB | −23 dB | −23,5 dB | −23 dB   | −22,5 dB | −22 dB | −22 dB   | −22 dB   | N/A    | N/A    | N/A    |
| 50 mm  | −11 dB | −21 dB  | −24 dB | −25 dB | −25 dB   | −24 dB   | −24 dB   | −24 dB | −24 dB   | −24 dB   | N/A    | N/A    | N/A    |

Dabei lassen sich folgende Dinge beobachten: Die höchsten Absorptionswerte treten im Bereich von 10–18 GHz auf; unterhalb von 10 GHz verliert der Schaum massiv an Absorptionsleistung, was sich aber teilweise durch eine größere Dicke ausgleichen lässt. Interessant ist auch das Verhalten dünner Schäume bei Frequenzen über 34 GHz, dort bleibt die Absorptionsleistung konstant bei −20 dB und ist unabhängig von der Dicke. Im Folgenden nun eine schematische Auflistung von RAM-Konstruktionsprinzipien.

#### Salisbury Screen
Der Salisbury screen besteht aus drei Schichten: Einer metallischen Unterschicht, einem dielektrischen Material mit der Dicke von einer viertel Wellenlänge der Resonanzfrequenz und einer dünnen verlustbehafteten Deckschicht. Wenn die Radarwelle die Deckplatte trifft, wird sie in zwei Wellen gleicher Intensität geteilt. Die eine wird an der Oberfläche reflektiert, die andere taucht in das Material ein und wird an der metallischen Unterschicht reflektiert. Der Abstand sorgt für eine Phasenverschiebung der zweiten Welle um 180°, wenn diese das Material verlässt. Die destruktive Interferenz lässt keine Energie zum Sender zurückreflektieren. Das Dielektrikum kann zum Beispiel aus Balsaholz oder PVC bestehen. Die Bandbreite einer solchen Anordnung liegt bei ±5 %. Sie kann erhöht werden, wenn mehrere Deckplatten und Dielektrika übereinandergestapelt werden, was auch die Neigungsempfindlichkeit reduziert. Der elektrische Widerstand der Deckplatten nimmt dabei exponentiell zur Unterschicht ab. Diese Anordnung wird auch Jaumann-Absorber genannt.

#### Magnetische Absorber

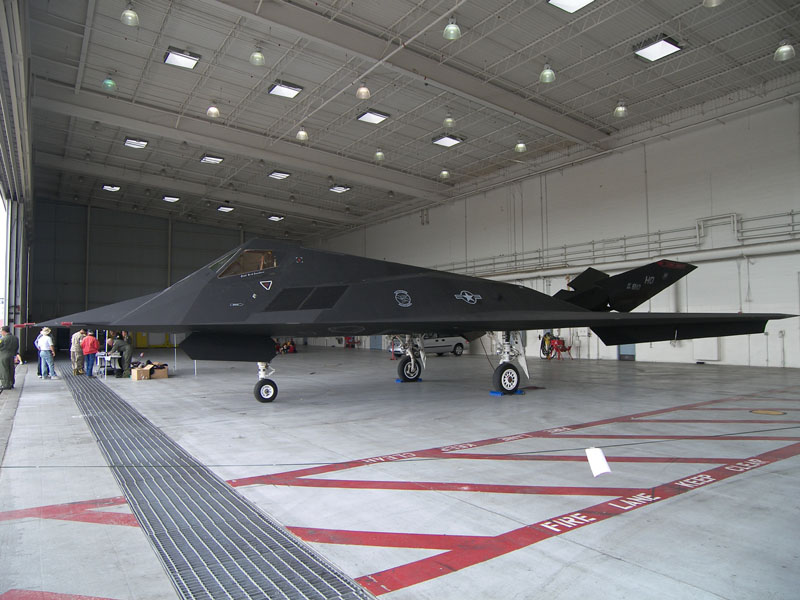
F-117 Nighthawk auf der Miramar Air Show in einem Hangar

Während ein Salisbury-screen-Aufbau ein verlustbehaftetes Material an die Stelle setzt, wo die elektrische Feldkomponente ein Maximum hat, kann auch an die Stelle des maximalen H-Feldes ein magnetisches Material positioniert werden. Wenn eine Welle auf ein Hindernis trifft, ist dabei das H-Feld an der Oberfläche maximal. Dies wird bei magnetischen RAM (auch MAGRAM genannt) ausgenutzt. Die Dicke dieser Schichten liegt bei etwa λ/10, was wesentlich weniger als bei dielektrischen RAM ist. In diesen RAM sind meist Carbonyleisen oder Ferrite in Gummi eingebettet. Die kleinen Dipole haben das Bestreben, sich nach den wechselnden Feldlinien auszurichten; durch das entstehende Drehmoment wird Energie an das Material abgegeben, siehe auch Relaxation (Naturwissenschaft). Als magnetisches Material kann auch eher exotisches wie mit Cobalt substituiertes Bariumhexaferrit oder Titanate zum Einsatz kommen, als Matrixmaterial auch Siloxane und Neopren. Der Frequenzbereich liegt je nach Menge des Cobalts ungefähr zwischen 2 und 46,5 GHz. MAGRAM kam bei der Lockheed F-117 zum Einsatz.

#### Dallenbach Layer
Ein weiteres dielektrisches RAM, das aber homogen ist. Dabei wird in ein Bindemedium, zum Beispiel Polyurethanschaum Graphitpuder und Titanoxid gemischt. Die Menge an Graphit bestimmt dabei die Dissipation, während die Menge an Titanoxid die Permittivität beeinflusst. Damit lässt sich die benötigte Dicke des Materials einstellen; als Rückenplatte kommt ein Metall zum Einsatz. Statt der beiden Zusätze können auch Aluminiumflocken oder radarabsorbierende Düppel mit ungefähr 50 µm Länge in ein festes Bindemittel gemischt werden. Der Frequenzbereich beträgt dann etwa 10 GHz bis 100 GHz bei einer Reduzierung des Radarquerschnitts um bis zu 30 dB.

#### Circuit-Analog-RAM
Beim Circuit-Analog-RAM (CA-RAM) werden Schichten, die leitfähige Formen enthalten, übereinandergestapelt. Die Formen können aus kleinen parallelen Stäbchen, Kreuzen, Jerusalemkreuzen, Drähten, Geflechten oder ähnlichem bestehen. Die geometrischen Formen sind der zu absorbierenden Wellenlänge angepasst. Die Formen werden in eine Matrix gegossen, die so entstandenen einzelnen Schichten werden mit Dielektrika voneinander getrennt gestapelt. Wenn die Schichten unidirektionale Elemente enthalten, also zum Beispiel die Stäbe oder Fasern pro Ebene nur in eine Richtung orientiert sind, werden diese beim Stapeln abwechselnd um 90° gedreht um den Verbund polarisationsunabhängig zu machen. Der Vorteil des CA-RAM ist, dass durch die Wahl der Formen das Material für jede beliebige Wellenlänge und Bandbreite angepasst werden kann, der Nachteil der sehr hohe Fertigungsaufwand.

#### µ=ε-Absorber
Dicke Materialien, bei denen die relative Permeabilität und relative Permittivität gleich sind (µ = ε), werden µ=ε-Absorber genannt. Bei ihnen wird ein Großteil der Energie vom Material absorbiert, bevor es die Rückenplatte erreicht. Die Werte sind zwar meist frequenzabhängig, es wurden jedoch Ferrite entwickelt, bei denen diese Werte in einem bestimmten Frequenzbereich frequenzunabhängig sind.

#### Absorber geringer Dichte
Absorber geringer Dichte funktionieren wie der µ = ε-Absorber, nur dass hier µ = ε ≈ 1 ist, was fast den Werten für Luft beziehungsweise Vakuum entspricht. Diese Anforderungen werden meist von Materialien geringer Dichte erfüllt. Das Beispielmaterial Spongex (1973) war 5 cm dick und wirkte in einem Frequenzbereich von 2,4 bis 10 GHz bei einer Absorption von bis zu −20 dB. Die unterste Frequenz von 2,4 GHz konnte durch ein dickeres Material weiter reduziert werden.

#### Inhomogener Absorber
Der inhomogene Absorber sollte am Übergang zur Umgebung möglichst wenig Diskontinuität aufweisen (also µ,ε ≈ 1); mit steigender Bautiefe sollten die Verluste aber zunehmen, um die elektromagnetische Energie möglichst vollständig zu absorbieren. Dazu können verschiedene Schichten mit unterschiedlichem Verlustwert gestapelt werden oder ein homogenes Material entsprechend modifiziert werden. Die Bautiefe hängt von der tiefsten zu erwartenden Wellenlänge ab.
Dazu kann ein Schaum in wässrige Graphitlösungen unterschiedlichster Konzentration getaucht werden. Der Schaum wird dabei in der Lösung gestaucht und expandiert, um das Graphit aufzunehmen. Alternativ ist auch Polystyrol mit unterschiedlichen Graphitanteilen möglich. Die Absorptionsleistung liegt bei etwa −20 dB und bleibt auch bei steilen Winkeln von bis zu ±70° erhalten.

#### Geometrische Absorber
Die Schwierigkeit, verschiedene Lagen mit unterschiedlichen Eigenschaften zu fertigen, führte zu geometrischen Absorbern (Geometric Transition Absorbers). Dabei wird ein Material mit konstanten Eigenschaften verwendet, aber in geometrische Formen gebracht, um den Absorptionskoeffizienten in Richtung der metallischen Rückplatte zu erhöhen. Dafür werden steile Keile, Pyramiden und konische Körper verwendet, wie sie auch in Absorberkammern Verwendung finden. Bei Flugzeugen kommen sie entlang der Tragflächenkanten zum Einsatz, wobei die Hohlräume zwischen den entstehenden Zacken mit einem absorbierenden Material geringer Permittivität gefüllt sind. Diese Absorber sind sehr winkelabhängig.

#### Chirale Materialien
Chirale Materialien bestehen aus einer isotropen Matrix, in die in zufälliger Orientierung identische Mikrostrukturen wie zum Beispiel Mikrohelices eingebettet werden. Die geometrischen Abmessungen und Materialeigenschaften der Mikrostrukturen bestimmen dabei die elektromagnetischen Parameter des radarabsorbierenden Materials. Die Rückstreuung dieser Beschichtungen hängt von der Polarisation ab. Sie werden dazu verwendet Salisbury screens und Dallenbach Layers eine größere Bandbreite und Absorptionsleistung zu geben. Bei einer Dicke von λ/5 können ungefähr 15–25 dB erzielt werden.

### Radarabsorbierende Strukturen

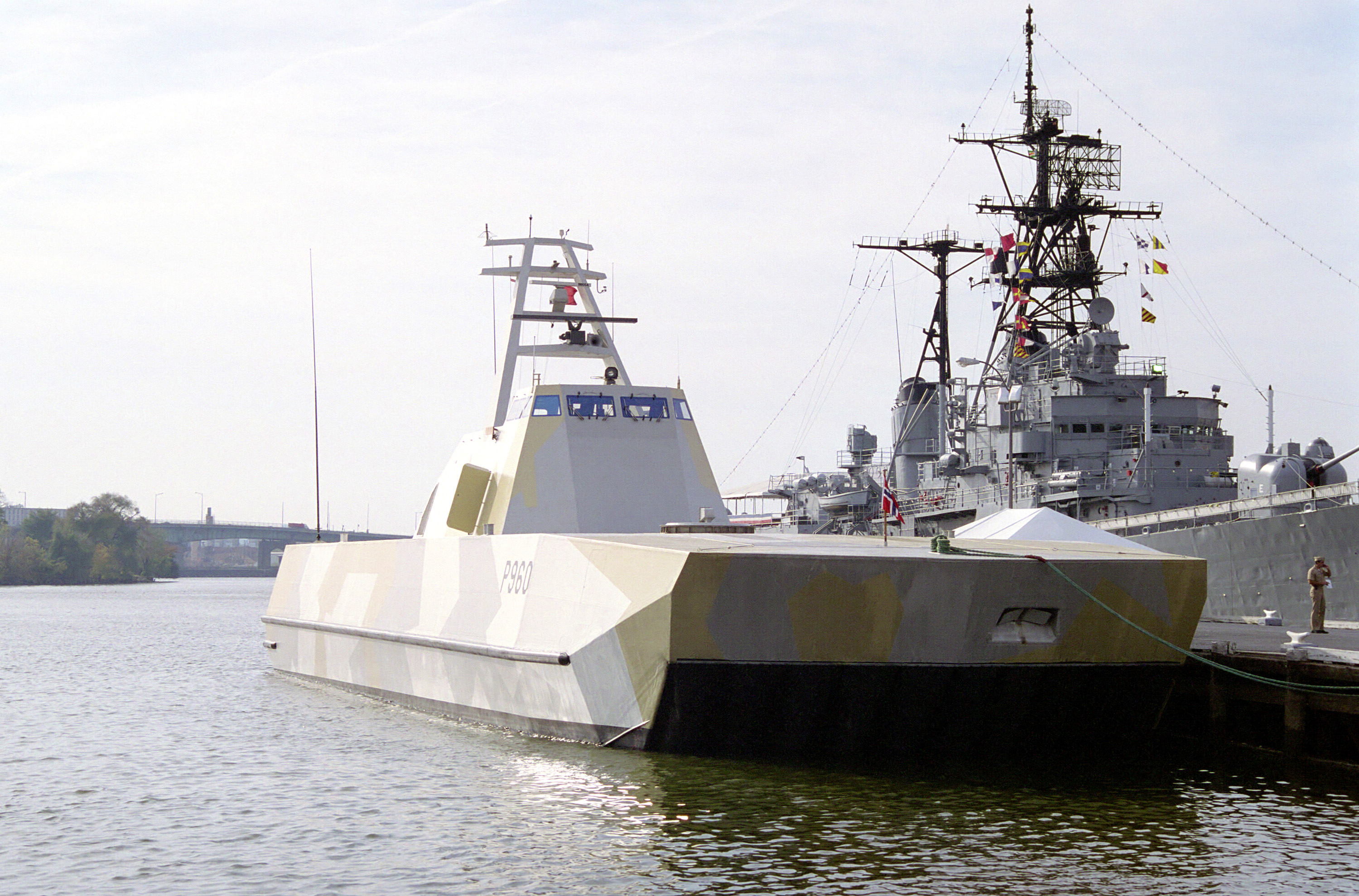
Bei der KNM Skjold wurden radarabsorbierende Materialien direkt in die Verbundmatrix integriert

Da die Beschichtung der Oberfläche einen Extraaufwand, Extrakosten und Extragewicht bedeutet, ist man teilweise zur Fertigung radarabsorbierender Strukturen (RAS) übergegangen, um Kosten und Gewicht zu sparen. Dabei werden Ferrit, Graphit, CA-RAM-Strukturen oder Schichten aus radarabsorbierenden Materialien in die Polymermatrix des Faser-Kunststoff-Verbunds gemischt. Teilweise kommen dazu auch Bismaleimide als Matrix zum Einsatz. Stealth-Schiffe werden zumeist aus radarabsorbierenden Strukturen (RAS) gefertigt, da der Extraaufwand und die Extrakosten der Beschichtung sonst zu hoch wären.
Beispiele hierfür sind die Schiffe der Visby-Klasse und die Skjold-Klasse.

### Infrarottarnung

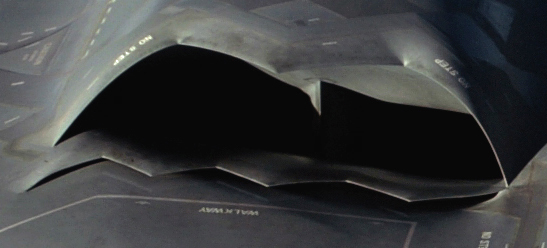
Der Spalt unter dem Lufteinlass einer Northrop B-2 dient zur Aufnahme von Kühlluft

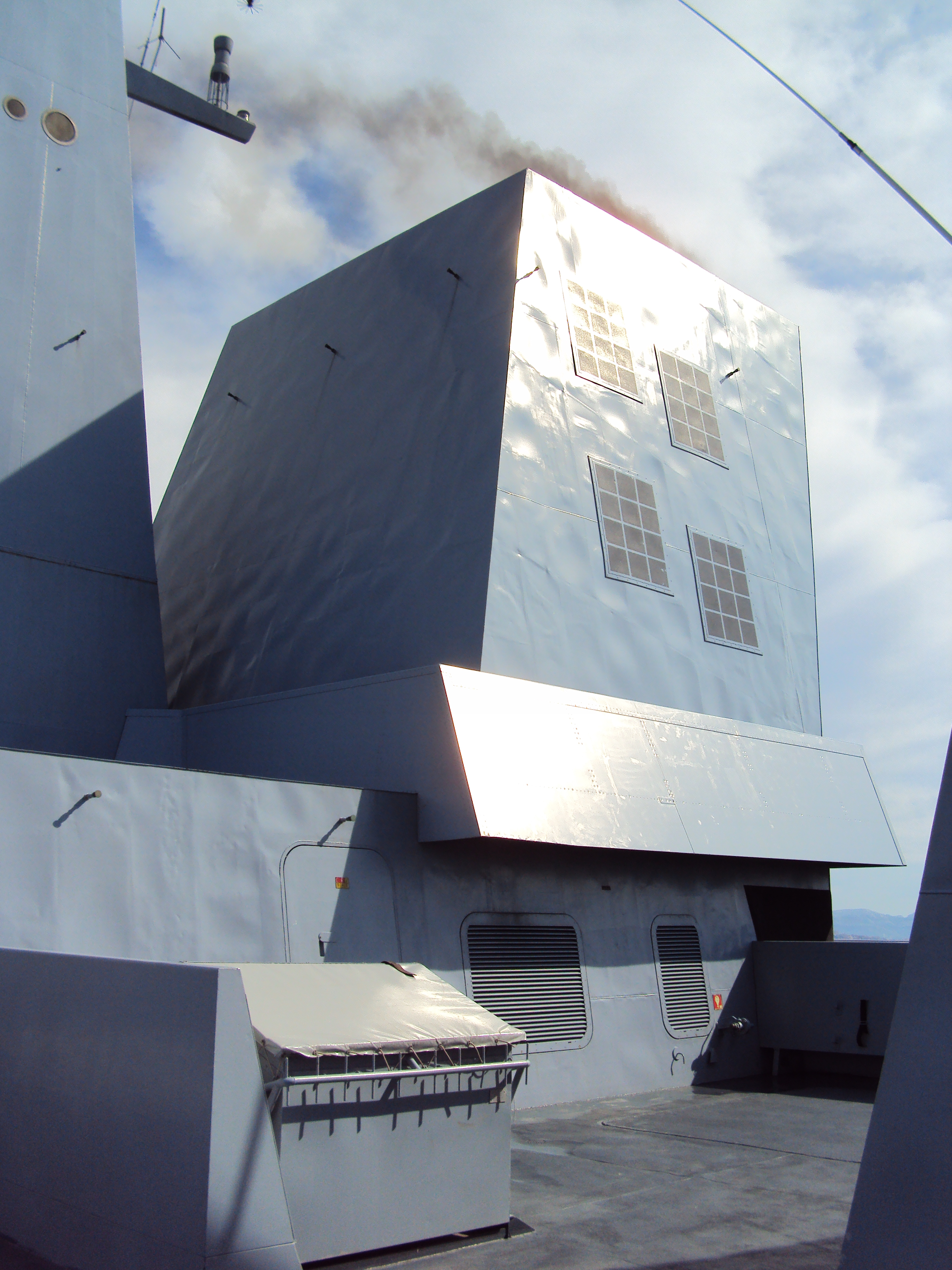
Forbin (D620): Die Schornsteine sind mit einem Gas-Abkühlsystem zur Minimierung der Infrarotsignatur versehen, zudem wird durch die winkelige Bauweise der Radarquerschnitt minimiert.

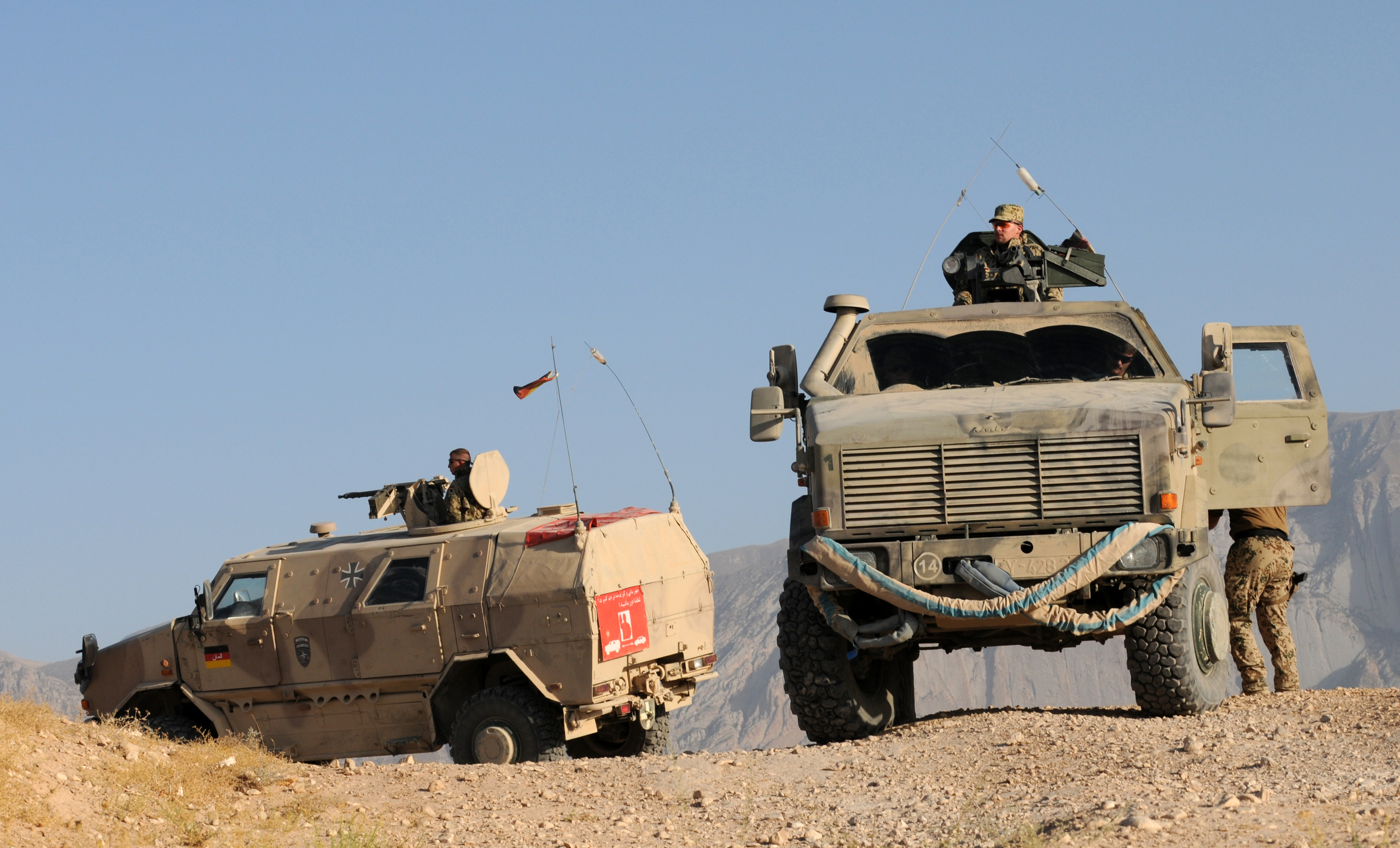
Die Lackierung des ATF Dingo enthält infrarotfilternde Elemente

Durch die weite Verbreitung von Infrarotsensoren sowie deren kontinuierliche Verbesserung wurden auch Methoden entwickelt, sich besser dagegen zu tarnen. Jedes Objekt sendet Wärmestrahlung aus, die von dem Array aus Fotoempfängern eines Wärmebildgerätes aufgefangen wird. Durch atmosphärische Absorption kommen hier nur Wellenlängen von 3–5 µm und 8–14 µm in Frage. Da militärische Einheiten meist durch Wärmekraftmaschinen angetrieben werden, sind diese meist heißer als die Umgebung und somit gut entdeckbar.

#### Kühlung
Die einfachste Methode der Infrarottarnung besteht darin, den heißen Abgasstrahl des Objektes als Hauptverursacher von IR-Emissionen zu kühlen, damit er nach dem Stefan-Boltzmann-Gesetz weniger Energie abstrahlt. Bei Schiffen wird dabei Seewasser in den Abgasstrahl eingespritzt, bei Luftfahrzeugen ist eine Vermischung mit Umgebungsluft üblich. So wird der Abgasstrahl des Eurocopter Tiger mit Frischluft vermischt, bevor er die Triebwerksdüse verlässt; die Northrop B-2 verwendet dazu die kühle Strömung des Grenzschichtabscheiders, siehe das Bild rechts.

#### Selective Emissivity
Bei der selective emissivity technology wird durch Beschichtungen der Emissionsgrad ε in den relevanten Wellenlängen reduziert. Das plancksche Strahlungsspektrum eines Körpers wird auf diese Weise modifiziert; statt der üblichen Höckerkurve wird der Kurvenverlauf den Bedürfnissen angepasst. Es werden also bei den Wellenlängen 3–5 µm und 8–14 µm Täler im Kurvenverlauf auftreten und somit weniger Photonen in diesen Frequenzbändern ausgesandt, wodurch das Objekt kälter erscheint. Dies ist die heute üblichste Anwendung von IR-Tarntechniken. Durch die Verwendung verschiedener Beschichtungen an unterschiedlichen Stellen kann im Infraroten ein Fleckenmuster oder ähnliches erzeugt werden, um sich besser im Gelände zu tarnen.

#### IR/RAM-Beschichtungen
IR/RAM-Beschichtungen versuchen radarabsorbierende Eigenschaften mit niedrigen Emissionen in den relevanten Infrarot-Wellenlängenbereichen zu erzielen. Dabei können nur dielektrische IR-Beschichtungen zum Einsatz kommen. Solche Materialien bestehen aus einer IR-tarnenden Deckschicht und einem darunter liegenden RAM oder einer quasihomogenen Mischung aus RAM und IR-Material. Eine Beschichtung des IBD Deisenroth Engineering erreicht beispielsweise eine Absorption von ungefähr −30 dB in einem Frequenzband von 8–18 GHz, die Güte der IR-Tarnung wurde nicht veröffentlicht. Bei IR/RAM-Beschichtungen sind auch eher exotische Varianten wie mit Silber beschichtete verkohlte Bambusfasern denkbar.

#### Lichtkaskade
Laserentfernungsmesser senden einen zeitlichen Lichtpuls im infraroten Spektrum aus, der am Zielobjekt reflektiert wird und zum Sender zurückläuft. Die maximale messbare Entfernung hängt unter anderem von der Reflektivität des Ziels für die Wellenlänge des Lasers ab. Um diese zu senken, ist das Konzept der Lichtkaskade entwickelt worden. Dabei werden verschiedene Moleküle kombiniert, wobei das Absorptionsband des einen mit dem Emissionsband des anderen überlappt. Wird also eine Wellenlänge A auf das Material treffen, wird eine Sorte Moleküle sie absorbieren und in der Wellenlänge B die Energie wieder emittieren. Eine andere Sorte wird die Wellenlänge B absorbieren und im Bereich C emittieren und so weiter. So kann die Energie einer Wellenlänge eingefangen und in einer anderen wieder emittiert werden. Das Verfahren eignet sich möglicherweise auch zur Infrarottarnung.

### Low Probability of Intercept Radar
Konventionelle Radargeräte können aus weit größerer Entfernung geortet werden, ab der sie selbst in der Lage sind, das Zielobjekt zu orten. Low Probability of Intercept-(LPI)-Radargeräte versuchen, ihre Emissionen zu verstecken, um nicht durch feindliche Radarwarnanlagen oder Elektronische Aufklärung (ESM) geortet zu werden oder feindlichen Lenkwaffen wie der Antiradarrakete AGM-88 HARM keine Zielbeleuchtung zu bieten.
Dies geschieht durch eine Reihe von Methoden, die auch zum Teil miteinander kombiniert werden können.
Konventionell arbeitende Radarwarnempfänger, die nach regelmäßig auftretenden Impulsen hoher spektraler Leistungsdichte suchen, sind nicht in der Lage, LPI-Radare zu orten. LPI-Radare erlauben es Tarnkappeneinheiten, aktiv nach Gegnern zu suchen, ohne ihre Anwesenheit und eigene Position leicht bestimmbar zu machen. Somit könnten sie selber den Gegner sehen, ohne gesehen zu werden.
Es wird versucht, eine möglichst hohe Nebenkeulendämpfung zu erreichen, da Nebenkeulenaussendungen die Wahrscheinlichkeit eines Ansprechens des Radarwarnempfängers erhöhen, obwohl der Strahl nicht auf den Radarwarnempfänger gerichtet wurde. Periodizität ist bei der Ausleuchtung zu vermeiden; dies gelingt mit einem irregulären Suchmuster, bei dem alle Parameter der gesendeten Impulse zur Verwirrung von Radarempfängern in schneller Folge geändert werden.
Einen anderen Weg gehen Omnidirektionale LPI-(OLPI)-Radare, die keinen Scan durchführen und mit einem sehr breiten Strahl (großer Öffnungswinkel) senden, aber mit einer Antenne hoher Richtwirkung empfangen. Diese Methode erhöht die Beleuchtungszeit und vermeidet regelmäßige starke Impulse. Allerdings ist eine hohe Rechenkapazität notwendig, da es auch für das sendende Radar schwierig ist, die Echos des eigenen Sendemusters vom Hintergrundrauschen und anderen natürlichen Störungen zu unterscheiden. Somit ist die Effektivität dieses Modus wie bei allen LPI-Radaren stark von der Verarbeitungskapazität der Signalverarbeitung abhängig.
Ebenfalls möglich ist die Verwendung „exotischer“ Trägerfrequenzen, die von Radarwarnempfängern meist nicht berücksichtigt werden. Denkbar sind Frequenzen unterhalb von 0,5 GHz und oberhalb von 20 GHz. Das AN/APG-78-Longbow-Radar des AH-64 Apache verwendet zum Beispiel eine Frequenz von 35 GHz. Eine weitere Möglichkeit ist die Verwendung von Frequenzen mit 22, 60, 118, 183 und 320 GHz, da dort die atmosphärische Dämpfung am höchsten ist. Solche Radare besitzen allerdings eine sehr eingeschränkte Reichweite.
Eine Leistungserhöhung wird von den meisten Radarwarnern als ein näherkommendes Radar interpretiert und im Gegenzug eine Leistungsverringerung als ein Entfernen, daher wird ständig die Leistung des Radars angepasst, was den Radarwarner irritieren kann. Diese Methode wird beim französischen Crotale angewendet. Dabei wird das Ziel aufgeschaltet und die Sendeleistung auf das minimale Signal-Rausch-Verhältnis abgesenkt. Das Radar wird von den ESM-Sensoren dadurch als weit entfernt interpretiert und als Bedrohung niedriger Priorität eingeordnet.
Eine wichtige LPI-Technik ist die Bandspreizung des Sendeimpulses; hierbei wird die Leistung über eine große Bandbreite verteilt, sodass schmalbandige Sensoren nur einen Teil der Leistung empfangen können. Hierdurch verschlechtert sich der Signalrauschabstand bei Radarwarnempfängern und somit die Detektionsreichweite.
Eine analoge Methode, um mit einer geringeren spektralen Leistungsdichte auszukommen, ist die Pulskompression; ohne genaue Kenntnis der Signalform ist eine Detektion kaum möglich, weil das Signal praktisch im Rauschhintergrund untergeht. Das Pulskompressionsverfahren ermöglicht längere Sendeimpulse mit guter Entfernungsauflösung und geringer Impulsleistung. Längere Sendeimpulse begrenzen jedoch die minimal messbare Entfernung, da im Sendemodus nichts empfangen werden kann. Deshalb verwenden manche LPI-Radargeräte getrennte Sende- und Empfangsantennen, da leistungsfähige Radarsignalprozessoren ein starkes Echosignal aus dem Nahbereich schon aus einem noch nicht vollständig empfangenen Impuls komprimieren können. Eine weitere analoge Methode der Bandspreizung ist das FM-modulierte Dauerstrichradar.
Für digitale Verfahren der Bandspreizung siehe Direct Sequence Spread Spectrum. Da die Reflexionen asynchron erfolgen und sich am Empfänger mehrere Echos überlagern, werden lange Spreizsequenzen mit geringer Autokorrelation benötigt, diese sind im Gegensatz zum Barker-Code nicht optimal.

### Low Probability of Detection Datenlink

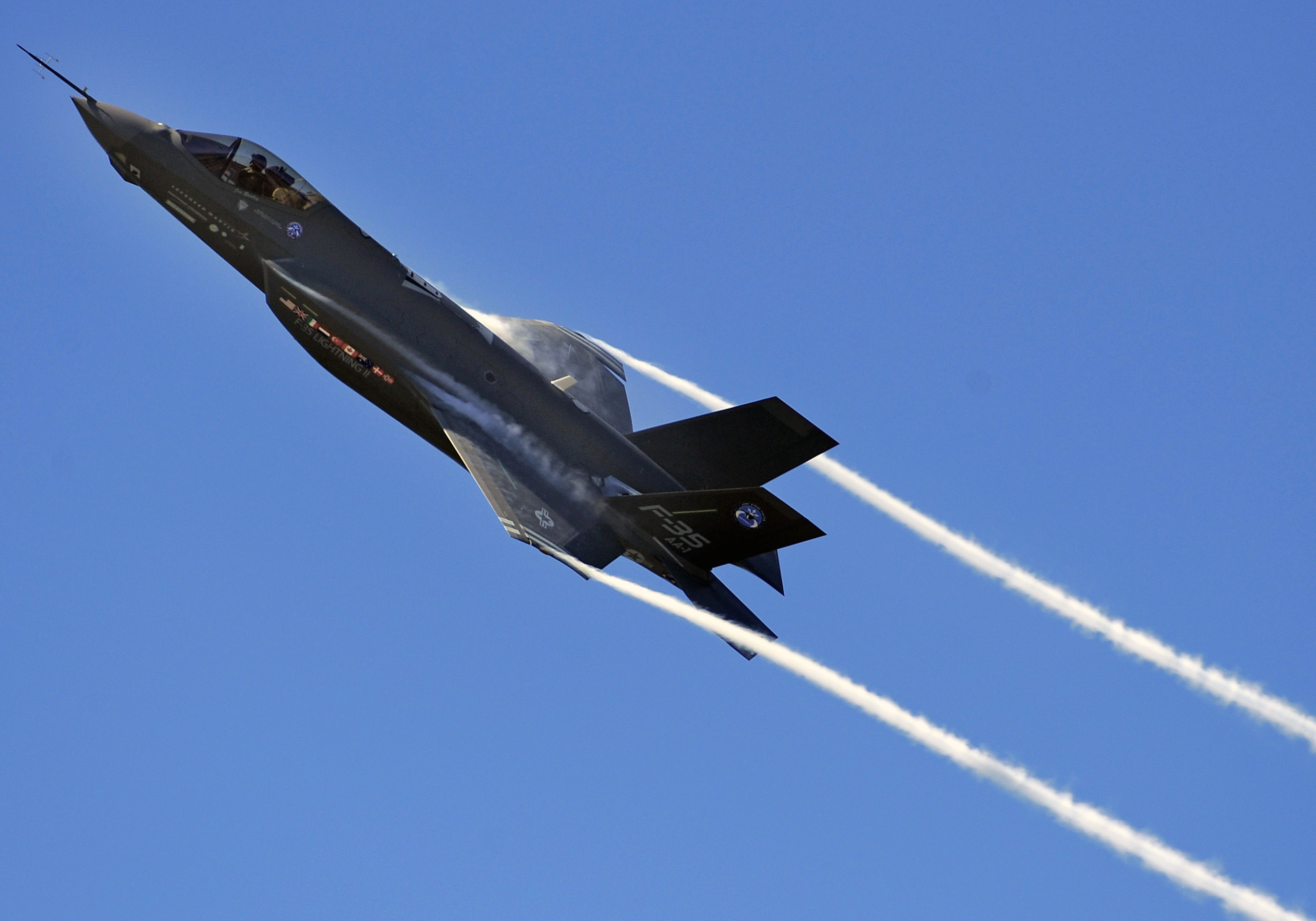
Der LPD-Datenlink der F-35 wird als „Multifunction Advanced Data Link“ (MADL) bezeichnet

Bei einem Low-Probability-of-Detection-(LPD)-Datenlink wird versucht, die Datenübertragung zwischen militärischen Einheiten abzuwickeln, ohne dass dies vom Gegner bemerkt wird. Dazu werden gerichtete Datenlinks eingesetzt, wofür Sender und Empfänger mindestens zwei Antennen für gleichzeitiges Senden und Empfangen verwenden. Es handelt sich dabei um Phased-Array-Antennen, die meist in die Oberfläche integriert werden und einen möglichst hohen Antennengewinn und kleine Nebenkeulen aufweisen sollten. Durch die starke Richtwirkung wird auch die mögliche Datenrate stark erhöht. Das Signal-Rausch-Verhältnis sollte am Empfänger ebenfalls möglichst niedrig sein, um die Entdeckung durch gegnerische Sensorik zu verhindern. Das Sendesignal wird dabei als Phasenmodulation von Pseudozufallsrauschen mittels cyclic code shift keying (CCSK, was im Wesentlichen DS-CDMA entspricht) übertragen, damit mögliche Gegner, die sich in der Richtcharakteristik der Sendeantenne befinden, die Datenübertragung nicht bemerken. Die Schwierigkeit bei LPD-Datenlinks besteht darin, die Bitfehlerhäufigkeit möglichst niedrig zu halten.

## Trivia
Im Luftfahrtmuseum Kunovice wird ein unsichtbares Stealth-Flugzeug „ausgestellt“. Dabei handelt es sich um eine Art wissenschaftlichen Witz. Laut der Website des Museums habe ein Museumstechniker vergessen, die fortschrittliche Stealth-Technologie in der Kabine auszuschalten. Deshalb könne die Schalttafel mit dem Schalter für Sichtbar/Unsichtbar nicht mehr gefunden werden, und das Flugzeug bleibe deshalb unsichtbar.